# 絶対零度 (テレビドラマ)
『絶対零度』（ぜったいれいど）は、フジテレビ系で断続的に放送された刑事ドラマシリーズ。ハイビジョン制作。主演はSeason1・2は上戸彩、Season3・4は沢村一樹。
Season1『〜未解決事件特命捜査〜』（みかいけつじけんとくめいそうさ）は、2010年4月13日から6月22日まで「火9」枠で放送された。
Season1の単発スペシャルが、2011年7月8日の21時 - 23時22分に「金曜プレステージ」特別企画として放送された。
Season2『〜特殊犯罪潜入捜査〜』（とくしゅはんざいせんにゅうそうさ）は、2011年7月12日から9月20日まで「火9」枠で放送された。
Season3『〜未然犯罪潜入捜査〜』（みぜんはんざいせんにゅうそうさ）は、主人公が井沢範人（沢村一樹）に変わり、2018年7月9日から9月10日まで「月9」枠で放送された。
Season4『〜未然犯罪潜入捜査〜』（みぜんはんざいせんにゅうそうさ）は、2020年1月6日から3月16日まで「月9」枠で放送された。
Season4の後日譚が、2020年3月23日の21時 - 22時48分に放送された。
本項での「S1」はSeason1、「SP」はSpecial、「S2」はSeason2、「S3」はSeason3、「S4」はSeason4、「AS」はAFTER STORYを表す。

## 概要
S1では、2009年11月1日、警視庁刑事部捜査一課内に「コールド・ケース」と呼ばれる時効直前の未解決事件を検証し直す専従捜査部署特命捜査対策室が実際に新設され、そこを舞台に未解決事件を紐解いていく姿を描いている。
S2では、巧妙化する特殊犯罪を扱い、秘匿のうちに表面化しない事件を捜査する「特殊犯罪捜査対策室」に舞台を移している。
S3では、表向きは資料課分室で、裏ではキャリア捜査官の東堂定春が指揮を執り、AI"ミハンシステム"がビッグデータを用いて統計学的に導いた犯人の情報を元に、これから起こるとされる犯罪を未然に阻止する「未然犯罪捜査班」に舞台を移している。また、桜木・山内以外のレギュラーが一新となったが、S2までのレギュラーは新シリーズでも同じ役柄でゲスト出演する。
S4では、都内で発生する大規模テロの最中に警察から追われる井沢と、それに至る経緯を遡って描写しながらミハンの活躍を描いている。

### 各章のキャッチコピー
- S1「この世には、「未解決」という名の地獄がある。」
- S2「潜め、守るために。偽れ、救うために。」
- S3「彼らは知っている。未来の犯罪者を。」
- S4「止めろ、未来の犯罪を――」

## あらすじ
絶対零度〜未解決事件特命捜査〜
・S1
警視庁捜査一課に新しく設置された『未解決事件特命捜査対策室』に3か月前に配属された新人刑事・桜木泉。彼女は強烈な個性を持つ捜査員達と対立しながらも、難事件を解決していく。
・Special
「八王子都営住宅女性射殺事件（八王子事件）」と「板東産婦人科医院殺人放火事件」の捜査中に起きた出来事が、対策室のメンバーの心に暗い影を落とすこととなる。
絶対零度〜特殊犯罪潜入捜査〜（S2）
八王子で起きた2つの事件の捜査終了から1か月後、警視庁内の組織再編による人事異動で、泉は捜査一課に新設された『特殊犯罪捜査対策室』に配属される。泉は慣れない潜入捜査に戸惑いながらも、事件の解決に奔走する。
絶対零度〜未然犯罪潜入捜査〜
・S3
警視庁公安部のエースだった井沢範人は、ある事件がきっかけで窓際部署である「総務部資料課分室」に左遷される。しかし、それは表向きで、裏ではキャリア警察官の東堂定春が指揮を執り、"ミハンシステム"の導いた危険人物の情報によって、これから起こりうる犯罪を未然に阻止するミッションを負った試験的な秘密部隊である未然犯罪捜査班、通称「ミハン」だった。
それから1年後。特殊犯罪捜査対策室への配属から7年が経ち、一流の捜査官となっていた桜木泉が突如謎の失踪をしてしまう。バディを組んでいた山内徹は、桜木の行方を追うも上層部とトラブルを起こし、資料課分室に左遷される。そこでは現場の指揮を執る井沢が、小田切、田村、南といった面々と、すでに何件もの未然に犯罪を阻止するミッションを全うしていたのだった。
・S4
ミハンのテストケース0号に関する事実が表沙汰になってからおよそ1年半。ミハンは警察内で公の組織になり、法制化に向けて事件の捜査を続けていた。対策室の移転やメンバーの一部入れ替わりなどを経て、新たな一歩を踏み出したミハンだが、井沢はとある理由から新たな統括責任者である香坂朱里に対して警戒心を抱いていた。
警務部人事課へと異動して「井沢の監視」という新たな指令を受けた山内、捜査中に出会った篠田に心開き始める小田切、それぞれの思いを抱いて法制化に向けた捜査を精力的に続けていくが、彼らには過酷な「未来」が待ち構えていた。
・AFTER STORY
1年後、未然犯罪防止法案が成立する。犯罪抑止への期待が寄せられる一方で、個人情報の取り扱い方や監視社会を危惧する声も上がっていた。
そんな中、警視庁では未然犯罪捜査課の任命式の準備が進められていた。山内は、所轄の会計課にいる小田切を訪ねミハンに誘うが、小田切の決意は固かった。一方、ミハンでは新たな危険人物・桐島直久を探知。桐島は退官した元陸上自衛隊員で狙撃の名手だった。井沢は、防犯カメラで桐島の姿が確認された付近のオープンカフェにいたが、突然店内に銃弾が撃ち込まれ、店内のテーブルに置かれていたノートPCから「命令に従わなければ殺す」という音声が流れた。犯人は隣のビルから井沢を狙っており、井沢にインタビューをしたいと言い出す。その目的は、ミハンの真実を暴くことだった。

## 登場人物（S1 - S2）
※出演話の表示は（＜通常出演＞｜＜回想出演＞）とする。

### 主人公
桜木泉（さくらぎ いずみ）〈25 → 27 → 34〉
演 - 上戸彩 （S1 - S2 / S3第1話・第2話・第9話・最終話）
S1とS2の主人公。特命捜査対策室特命捜査第4係【S1】→八王子南警察署強行犯捜査係【SP】→特殊犯罪捜査対策室特殊犯罪捜査班捜査員【S2】→未然犯罪捜査班【S3第1話前】→失踪【S3】。巡査部長→警部補。1984年7月12日生まれ、血液型はB型、長野県出身、清邦高等学校卒。好物はバナナとたぬきうどん。携帯電話の着信音はパトカーのサイレン。幼い頃に両親が離婚し、母親に育てられた。長嶋からは「カメ」と呼ばれ気にかけられており、自身も彼を信頼している。事件の調べものを熱心にするあまり、家に帰ることは少なく、対策室で寝泊まりしていることが多い（そのため常に髪は寝癖でボサボサ）。事件の詳細や情報などをメモする役目ばかりで、捜査の役に立たない自分に落ち込むことがあり、役立ちたいという思いが強い。また、正義感が強いと同時に被害者遺族に対する気持ちも強く、そのために真実を暴きたいという思いを持つ。事件の加害者や被害者の行動をメモして、同じ行動をし、「何を考え、何を思い行動したのか」という独自のやり方でヒントなどを得る。疑問に思ったことは、調べずにはいられない所があり、同じ対策室のメンバーからムダだと言われても調べる「しつこさ」を持ち、時には倉田や長嶋の命令を聞かずに動いてしまう。2005年5月30日に起きた「学校飼育動物連続殺傷事件」の担当を任され、所轄時代からの上司・村山がこの事件を最後に定年退職をすると知り、他のメンバーからアドバイスを貰いながら事件解決に奮闘する。単独行動が原因で「杉並女子高生誘拐殺人事件」の犯人に拉致されている。
半年前に八王子南警察署強行犯捜査係に異動。当初は宮路に雑用を押しつけられ、なかなか捜査に参加させてもらえなかったが、捜査資料に目を通し、勝手に捜査に参加。
特殊犯罪捜査対策室に異動になってからは、情報を聞き出すために身分を偽り、相手を騙して関係者と接触するなどの潜入捜査に戸惑いを隠せずにいる。瀧河からは記憶力と空間認識能力に弱点があることを再三指摘されているが、徐々に成長を見せている。
S3では一流の捜査官に成長したものの、特命任務中に突如失踪（泉の失踪を受けて特殊犯罪捜査対策室は解散）。ベトナムで何かを調べていたが、後に彼女らしき焼死体が発見されている。しかし、実際には特命任務とはミハンの捜査のことで、彼女は赤川と共にミハンのメンバーとして参加しており、その際に発生したトラブルの後始末のため独自行動をとっていた。前述の焼死体も偽装であり、後に密かに帰国し、9話のラストで井沢たちの前に現れる。テストケースNo.17の危険人物として捜査される。事件解決後は警察に戻らず、どこかに去っていった。
S4以降は登場していない。

### 特命捜査対策室、特殊犯罪捜査対策室
塚本圭吾（つかもと けいご）〈38 → 没39〉
演 - 宮迫博之 （S1 - SP｜S2第1話・第7話・最終話）
特命捜査対策室特命捜査第4係。巡査部長→殉職後、2階級特進により警部。元機動捜査隊。好物はカツ丼。泉をあごで使ったり、高峰のプロファイリングを丸々言ったりなどするが、武道全般を得意とする対策室では数少ない武道派。考えての捜査よりも、行動して捜査するほうを好むため、頭脳派の高峰や深沢とは対立するところがある。また、高峰のプロファイリングを信じなかったりする場面もある。2005年5月30日に起きた「千山こども交流会殺傷事件」の捜査員として携わり、事件の悲惨さを忘れずに亡くなった人達を思い、花を手向ける心遣いを見せた。また「学校飼育動物連続殺傷事件」の犯人の動機に怒りのあまり殴りつけ、亡くなった被害者達と遺族達のことを掲げるなど、二件の事件にとても強い思い入れがある。幼少時に母親をひき逃げによって亡くしており、その犯人を捕まえるために刑事になったが、時効を迎えてしまい、犯人を逮捕する事は出来なかった。その為、未解決事件に対して強い憎しみを抱いている。
「八王子事件」・「板東産婦人科医院殺人放火事件」の捜査中、泉の目の前で容疑者に銃で撃たれ、殉職する。
瀧河信次郎（たきがわ しんじろう）〈31〉
演 - 桐谷健太（S2）
特殊犯罪捜査対策室特殊犯罪捜査班捜査員。巡査部長。1979年11月24日生まれ。既婚。「歩くトカゲ」と呼ばれる特殊班の精鋭で、卓越した記憶力と空間認識能力で追跡監視に高い能力を発揮し、どんな細かい事象も見逃さない観察力を持つ。冷静沈着で、深沢曰く「掴み所が無く、感情が読めない」。栄養学に長けており、泉と長嶋にその知識を説いている。長嶋から泉の教育係を任されるが、観察眼が甘く、あまり仕事のできない泉にペースを乱されている。視野検査・眼圧検査の結果、医師から正常眼圧緑内障と診断されていて、3ヵ月後に刑事を辞めることを決めており、長嶋にはその意思を伝えてある。木幡を追っていた泉が白マスクの男に襲われた際、間に入り腹部を刺される。
「柴崎外務大臣誘拐事件・連続情報操作犯捜査」を最後に刑事を引退。山内に教えている桜木の姿を「瀧河化してる」と言われている。
深沢ユウキ（ふかざわ ユウキ）〈32 → 33〉
演 - 丸山智己（S1 - S2）
特命捜査対策室特命捜査第4係【S1】→捜査一課殺人犯捜査第8係係長【S2】。警部主任。常に冷静沈着だが口が悪く皮肉屋でもあり、犯人を徐々に追い詰めるのを好む（泉からは「性格悪っ」と言われた）。高峰同様に頭脳派で、説明や他人の理論などに間違いがあるとすぐに指摘し、訂正するところがある。塚本のことを「頭が脳筋」と言うなど、見下している一面もあるが、友好的な一面も見せる。非常に高い頭脳とIQの持ち主らしく、本人曰く「今まで100点以外を取ったことがない」。2002年に起きた連続殺人事件「神の処刑事件」の再捜査を対策室のメンバーに頼み、事件解決にこだわっていたのは、刑事としての初めての事件であったが唯一結果を得られなかったという個人的理由からである。
捜査一課殺人犯捜査第8係に異動となり、係長として「八王子事件」・「板東産婦人科医院殺人放火事件」の捜査の指揮を執った。
白石晋太郎（しらいし しんたろう）〈58 → 59〉
演 - 中原丈雄（S1 - S2）
特命捜査対策室特命捜査第4係【S1】→特殊犯罪捜査対策室特殊犯罪捜査班捜査員【S2】。巡査部長。叩き上げの刑事。対策室メンバーの中では最年長。過去50年分の未解決事件を全て記憶している記憶力の持ち主であり、パソコンなどの機器の扱いにも長けている。刑事として長い経歴や実績を持つも、自らの勘や経験には頼りすぎない。窃盗犯係時代に竹林と出会い、以降は竹林からパソコンなどの扱い方を教わったことから「師匠」と呼び、信頼している。
磯村亮平（いそむら りょうへい）〈36〉
演 - 小林高鹿（S2）
特殊犯罪捜査対策室特殊犯罪捜査班捜査員。巡査長。1975年5月5日生まれ。大学卒業後、営業マンから刑事に転職。
本間（ほんま）
演 - 細野哲弘（S2）
佐々木（ささき）
演 - 澤純子（S2）
山下（やました）
演 - 山本修（S2）
川瀬（かわせ）
演 - 河野達郎（S2）
西田（にしだ）
演 - 西川智宏（S2）
井上（いのうえ）
演 - 長谷川恵一郎（S2）
特殊犯罪捜査対策室特殊犯罪捜査班捜査員。
猪原恵美（いのはら えみ）〈40〉
演 - 峯村リエ（S2）
特殊犯罪捜査対策室職員。技術支援担当技官。機械工学の知識が深い。
三井朋美（みつい ともみ）〈23 → 24〉
演 - 齋藤めぐみ（S1 - S2）
警視庁第二分庁舎職員→特殊犯罪捜査対策室職員（室長秘書）【S2】。塚本や磯村からいつもデートなどの誘いを受けているが、全て断っている。
長嶋秀夫（ながしま ひでお）〈56 → 63〉
演 - 北大路欣也（S1 - S2 / S3第8話・最終話）
特命捜査対策室室長【S1】→特殊犯罪捜査対策室室長【S2】→退職【S3】。警視→警視正（最終階級）。捜査一課の管理官級。人望が厚く、周囲の人間から信頼されている。時々、タバコを買うがいつも倉田に買ったタバコを渡して禁煙を続けている。普段は人を気遣ったり、気さくな発言をするなど心優しさを持つが、事件に対しては冷静に考え、事件解決を望む。泉のことを唯一「カメ」と呼び、泉の正義感や被害者遺族に対する思いを買い、特命捜査対策室に配属させた。過去に「杉並女子高生誘拐殺人事件」で指揮をとっていたが、誘拐された翔子を助けることが出来なかったことが、今でも心の傷となっている。
S3では警察を退職しているが、ある人物 と密かに連絡を取り合いつつ、井沢たちに接触して資料課分室の実態に探りを入れている。

### 捜査支援分析班
高峰涼子（たかみね りょうこ）〈35 → 36〉
演 - 山口紗弥加（S1 - S2）
特命捜査対策室特命捜査第4係【S1】→特殊犯罪捜査対策室捜査支援分析班犯罪行動分析係【S2】。警部補主任。3月18日生。本庁プロファイリングチーム所属の元プロファイラーだったが、ある事件を機に辞め、刑事に戻っている。プロファイラーとしての経験からか、犯人や事情聴取した人物など、事件に関わる人物の行動を読み、分析してしまうところがある。泉の指導係でもあり、泉に対して厳しい言葉や冷静な意見を言ったりする。子持ちで自身曰く「文系の女の子」。2004年に起きた「杉並女子高生誘拐殺人事件」でプロファイラーとして捜査に参加し、プロファイリングに当て嵌まった人物である仙道を犯人だと断定し、彼を自殺に追い込んだことからプロファイラーとしての自信を失い、辞めることとなる。仙道の母親から追い返されるも、謝罪のために墓参りをしている。
本庁で半年間プロファイリング研修を受けた後、特命捜査対策室に復帰。
倉田工（くらた たくみ）〈45 → 46〉
演 - 杉本哲太（S1 - S2）
特命捜査対策室特命捜査第4係係長【S1】→特殊犯罪捜査対策室捜査支援分析班情報分析係係長【S2】。上席警部。頭脳派の高峰や深沢、現場主義の塚本や白石など一癖も二癖もある対策室のメンバーを上手くまとめている。他のメンバーのように自ら捜査に出たりすることはないが、新しい情報を誰よりも早く手に入れ伝えるなど、裏方に回っている。元鑑識官で、30代で刑事に転向。白石は元上司にあたる。パソコンの操作が苦手で、キーボードの入力も、最初は人差し指一本だけで覚束なかったが、両手の人差し指を使うようになり入力速度がアップした。いつも長嶋からタバコを貰っている為、タバコには困らない様子。
大森紗英（おおもり さえ）〈31 → 32〉
演 - 北川弘美（S1 - S2）
警視庁科学捜査研究所研究員（法医学・化学担当）【S1】→特殊犯罪捜査対策室捜査支援分析班分析研究員【S2】。言いたいことをハッキリ言う気丈さを持ちながらも、冷静沈着。ナイフで惨殺する「興奮した相手の顔が見てみたかった」や、遺体を縛った紐に「縛られるより縛るほうが好き」と発言するなど、ドSでマッドに近い性格の持ち主。度々グチに近い竹林のぼやきを遠くから見聞きしているなど、地獄耳の持ち主でもある。スズキという名前のイグアナを飼っているが、ネーミングセンスはない模様。何故か泉に関わる事が多く、拉致された相手を心配するなど、気に入っているらしい。
竹林匠（たけばやし しょう）〈27 → 28〉
演 - 木村了（S1 - S2）
警視庁科学捜査研究所研究員（物理科学担当）【S1→特殊犯罪捜査対策室捜査支援分析班分析研究員【S2】。パーカーの上に白衣を着、メガネをかけている。パソコンなどの機械に長けており、窃盗犯係時代の白石にパソコンの扱い方を教えた張本人でもあるため、白石からは「師匠」と呼ばれ信頼されており、時には白石の頼み事も断れない。軽口の持ち主。読者モデルの彼女がいたが、その後はロシア人・フランス人・マレーシア人の女性と相次いで交際していた。そのため、ロシア語、フランス語で話す関係者の会話内容の翻訳を行った。インターネットショッピングサイト、Always.netのサイトやカードを利用していたことから、真犯人に嵌められ、連続女性猟奇殺人事件の容疑者に仕立てられる。
研究員
演 - 小川智弘、山本啓之、重松宗隆、鈴木隆典、和田亮太、鍋谷哲也（S1はノンクレジット）
警視庁科学捜査研究所研究員→特殊犯罪捜査対策室捜査支援分析班分析研究員。

### その他警察関係者
道尾行成（みちお ゆきなり）
演 - 永田彬（S1 - SP）
警視庁第二分庁舎勤務の警察官。明るい性格だが空気が読めない。運動音痴。
秋山透（あきやま とおる）
演 - 南圭介（S1 - SP）
警視庁科学捜査研究所研究員（DNA・微物鑑定担当）。「ユメちゃん」というキャラクターの熱狂的ファン（通称・ユメラー）という意外な一面がある（大森からは「あんたキモイ」と冷たく言われた）。

### その他
桜木静
演 - 兎本有紀（S1）
泉の母。S1では、声のみ。S3最終話では、泉の家族構成として名前のみ登場。
畑山昭子（はたけやま あきこ）
演 - 堀内敬子（SP / S2第6話・第8話 - 最終話｜S2第1話・第5話・第7話）
板東産婦人科医院婦長。経理担当。後の捜査で、本物の畑山昭子は15年前に死亡し、偽名だと判明する。本名が上野眞理子で、広島県の因島出身だと分かる。18歳の頃、大阪難波中央病院で勤務していた。
木幡雄一（こはた ゆういち）
演 - ユースケ・サンタマリア（S2第9話 - 最終話）
情報テロリスト。情報という情報すべてを操り、泉たちの捜査を攪乱、畑山や川島を利用する。
警視庁のデータベースへのハッキング、監視カメラへの不正アクセス、信号管理システムへのハッキング、戸籍の抹消、無線の傍受などを行う。トマトが嫌い。複数の人間と優良な人間関係を築いているが、それぞれに対して名乗る名前はすべて違うものである。

## 登場人物（S3 - AS）
※出演話の表示は（＜通常出演＞｜＜回想出演＞）とする。

### 主人公
井沢範人（いざわ のりと）〈50→51→52→ 53〉
演 - 沢村一樹 （S3 - S4 / AS）
S3とS4の主人公。公安部外事第二課【S3第1話冒頭】→総務部資料課分室室長（未然犯罪捜査班班長）【S3】→ 未然犯罪捜査班班長【S4】。警部補。1967年7月4日生まれ、血液型はO型、世田谷区出身、自宅は渋谷区代々木7丁目13番1号。元公安のエリート刑事。表向きは能天気で飄々としているが、犯罪者を憎んでいるという裏の顔を持つ。現場の指揮も執っている。
公安時代、壊滅した犯罪組織からの報復によって妻と娘を殺されており、その実行犯とされる宇佐美への復讐殺人未遂によってミハンの危険人物リストに挙がったことがある。S3終盤でその真相の一端を知ってからは、「ミハンを正しく運用することで犯罪を防ぐ」という理念のもとチームの舵をとるが、凶悪犯への激しい憎悪を抱えており、警察上層部からは警戒されている。本人も殺害された妻と娘の幻覚が見える他、憎悪と理性の狭間で懊悩しており「一線を越えそうになったら自分を殺してくれ」と山内に頼んでいるほど信頼関係を築いている。
妻と娘の殺害に使われた凶器は特定されていなかったが、S4第1話で事件に使われた(2人の血液の付着した)ナイフが突如差出人不明で送られてきており、真犯人は宇佐美ではないのではないかと考え始めている。また同時期に服役中の宇佐美に度々面会に来る香坂に警戒と疑念を抱き、彼女について調査を独自に開始。その後、香坂の加害者家族としての苦悩やミハンへの強い思いを知り、面会理由等については一旦胸に秘めて彼女を信頼することを決めた。
そのあと第9話のラストで香坂が殺されてしまい号泣。続く第10話で香坂を見殺しにした曽根崎に激怒し殺そうとするも山内に止められ気づいた瞬間に再び泣いてしまった。
最終話で妻と娘を殺したのが篠田だと知るも「君を赦す」と言っている。その後、香坂が死んだ場所で花を添え、「あなたに出会ってよかった」と言っている。

### 未然犯罪捜査班
山内徹（やまうち とおる）〈34→35→36〉
演 - 横山裕 （S2最終話 / S3 - S4 / AS）
警視庁捜査一課→第三機動捜査隊→特殊犯罪捜査対策室特殊犯罪捜査班【S2最終話】→総務部資料課分室（未然犯罪捜査班）【S3】→警務部人事課監察官【S4】→未然犯罪捜査班【AS】。巡査部長。大人しく、ぶっきらぼうな性格で、長嶋からは泉と対照的なことから「ウサギとカメ」になぞらえて「ウサギ」と呼ばれている。
特殊班に異動になってからは泉が教育係兼バディだった。泉の失踪後、まともに捜査をしようとしなかった上層部に腹を立て当時の上司を殴ってしまったことで特殊班を追われるが、泉のスカウトを検討していたという東堂により、表向き左遷される形で未然犯罪捜査班に引き抜かれる。
S4では警務部に異動、監察官としての出向扱いで引き続きミハンに所属するが、暴走しかねない井沢を監視し最悪の場合射殺するよう命じられており、公私の狭間で苦悩しながらも、井沢自身の頼みを聞き入れ彼が一線を超えないよう止めることを誓う。
S4第10話にて曽根崎を殺そうと怒り、暴走する井沢を止めようとした際に、自身も井沢に首を絞められて殺されかかるが、井沢が我に返ったことで未遂に終わる。また香坂死亡後にミハン解散の意向が警察内で出た際に、テロの実行犯を特定する為の捜査続行の件を上層部にかけあって、捜査の為の猶予期間を獲得している。
ASでは再びミハンに異動となり、井沢以外で唯一任命式直前の事件の現場に赴き、犯人確保のために動いている。また小田切のもとにも赴いてミハンへの打診、及び彼女の骨伝導ホンを置いていっている。
小田切唯（おだぎり ゆい）〈26→27→28〉
演 - 本田翼 （S3 - S4 / AS）
S3とS4のヒロイン。1992年5月22日生まれ。生活安全課→総務部資料課分室（未然犯罪捜査班）【S3】→未然犯罪捜査班【S4】→会計課 →未然犯罪捜査班【AS】。巡査部長。元生活安全課。ドSで格闘技のプロ。格闘技自体は我流であり、金的を最も得意とする。かなり荒っぽい性格で8歳年上の山内、(新人ではあるものの)階級が上の吉岡にもタメ口で話し、肩に人型のクッション を掛けていることが多い。高校時代にトンネルの中で性犯罪に遭ったことがあり、それが刑事を志望した動機となった 一方、そのトラウマのため、男性に背後から覆いかぶさられると恐怖がフラッシュバックし激しく動揺する。
捜査中に出会った篠田に付き合ってくれないかと告白され、付き合うことになる。篠田がテロの首謀者かつ殺人犯であった事やミハンの情報を得るために接近してきた事を知ったときはショックを受け、一時は警察を辞めようとしたが山内と吉岡の窮地の際には助けに来ている。篠田が自分に残した遺言を見て涙を流した。
ASではミハンを離れて所轄の会計課に勤務しており、ミハン復帰の打診も断っていたが、山内が置いていった骨伝導ホン越しに任命式直前事井沢が狙われる件な一部始終を聞いて改めてミハン復帰への意思を見せて、任命式に参加した。
南彦太郎（みなみ ひこたろう）
演 - 柄本時生 （S3 / S4第1話 / AS）
総務部資料課分室（未然犯罪捜査班）【S3】→退職【S4第1話】→総務部資料課【AS】。巡査長→巡査部長。元々資料課にいたが、高い情報収集能力に着目した東堂により未然犯罪捜査班に引き抜かれ、隠れ蓑となる分室に異動となった。
人付き合いが苦手で内勤をしていたが、捜査班に組み込まれたことで井沢や小田切の無茶振りを受けこき使われることに辟易している。しかしその変化を心底嫌っていたわけではなく、田村が死亡した際には人一倍ショックを受けていた。普段は分室に残りネット経由で支援することが主な役目だったが、第7話以降は潜入工作も兼務している。板倉麻衣と結婚し、退職して主夫となった。ASでは、ミハンに配属辞令が出て刑事に復帰したが、板倉からは資料課勤務を望まれており、また任命式直前の井沢が狙われる事件の一部始終を通して自分がいない間に起きたミハンでの出来事を聞いたうえで希望部署への意識を改め、ミハンへの辞令を蹴って資料課で勤務する意向を示し、任命式にも参加しなかった。
田村薫（たむら かおる）
演 - 平田満 （S3第1話 - 第7話｜S4第8話 / AS）
総務部資料課分室（未然犯罪捜査班）。巡査部長。交通課、広報課、捜査第三課（窃盗犯専門部署）などあらゆる部署を転々としているベテラン。その経験によりピッキングや鑑識作業、爆発物処理といった様々なスキルを身につけている。
「すみません」が口癖で腰が低い。すぐお腹を下す等、体調不良に見舞われることも多い。
25年前は所轄の刑事だったが、当時危険視していた堀部のマークを上司に提案したものの相手にされず、それが「練馬台無差別殺傷事件」の発生を招き、自身も婚約者を殺害された。以後警察組織をたらい回しにされ続けていた中、同じく無差別殺傷事件の関係者である東堂にスカウトされ未然犯罪捜査班に加わるが、法で裁かれることなく生きる犯罪者たちの存在に暴走し、さらなる犠牲を防ぐべく3人の犯罪者への制裁殺人を行ってしまう。最終的に真相を井沢に見抜かれ、ミハンシステム導入の妨げにならないよう全ての責任を負い拳銃自殺した。彼の死は仲間たちの心に影を落としたが、ミハンへの強い思いやスキルはその後も仲間たちに受け継がれている。
S4第8話ではミハンが探知した危険人物の中の数人が行方不明、もしくは殺害されるという事案が発生した際に曽根崎が酷似した事例として田村の件を引き合いに出し、彼の起こした一連の事件の回想にて登場。
東堂定春（とうどう さだはる）
演 - 伊藤淳史 （S3 / S4第5話｜S4第8話 / AS）
刑事企画課特別捜査官（未然犯罪捜査班総責任者）【S3】→懲戒免職→民間研究所職員【S4第5話】。警部、キャリア組。冷静な性格であり、井沢の能力を買っている一方、ミハンの危険人物である彼を監視している。
25年前 に「練馬台無差別殺傷事件」に遭遇して父を殺され、自身も首元に大きな傷を負った。その経験がきっかけで刑事になり、犯罪を予測して未然に阻止するため“ミハンシステム”を早急に導入すべく動いている。しかし、その信念を貫くあまりテストケースでの重大な任務失敗を隠蔽してしまい、結果的に井沢をミハンに巻き込み、田村を最終的に自殺させることになった。全てが明らかになった後は逮捕されて留置所に収監され、自殺を決意するほどに自分を追い詰めていたが、面会に来た井沢に止められている。
出所後は医療関係の機密情報や個人情報をもとに研究を行う民間のラボで働いており、S4第5話ではミハンの捜査に協力している。加賀美ともミハンシステム構築の際に知り合っており、彼がミハンに加わって潜入捜査を行っていること本人から聞いた際には驚いていた。
第8話では田村の件やミハンの冤罪に関する回想で登場している。
吉岡拓海（よしおか たくみ）〈23→24〉
演 - 森永悠希 （S4 / AS）
未然犯罪捜査班。新人研修で配属されたキャリア警察官。階級は警部補。1996年7月14日生まれ。
エリートを自負しており、ミハンに配属されることで自分の出世に傷がつくのではと心配している。粘着質な部分があり、特に小田切とは折り合いが悪く、頭を叩かれた回数を記録している。潜入捜査時にはカップルを装うことが多々ある。
かつては天才子役としてテレビドラマに出演していたが、難病を患う弟の夢を代わりに叶えるため警察官になった。過去の杵柄で演技力は高く、多様な方言を使いこなし捜査対象の懐に潜り込むなど潜入時の役作りも徹底している。また、弟の病気のこともあって医学知識も多少有しており、また監視カメラ映像の解析などの情報収集面の作業にもある程度精通している。
一方で尾行や格闘に関しては秀でているとは言い難く、尾行相手に気づかれて返り討ちにあったり、犯人制圧の際に劣勢になったりすることもあった。
第6話で弟の容態悪化を知り、彼に少しでも寄り添う為にミハンでの捜査の辞退を申し出るが、山内と弟の会話を病室の扉越しに聞き、弟の思いなどを知り、辞退を取り下げている。
ミハンの研修終了後には広報課に配属されていたが、ASにて自身の希望で再びミハンに配属となり、任命式の前に南と会って話をしている。
香坂朱里（こうさか あかり）/ 旧名：水島奈緒（みずしま　なお）〈42〉
演 - 水野美紀 （S4第1話 - 第9話・最終話｜AS）
法務省官僚（未然犯罪捜査班統括責任者）。
ミハンの法制化は警察には任せられないと自ら統括責任者を志願したが、その真意は不明。ミハンの危険人物リストに登録されている井沢を危険視している。
一方で服役中の宇佐美のもとに度々面会に訪れているが、なぜか井沢にその件を指摘されても面会理由を話そうとはしない。
現場に出ることは少ないが体術も嗜んでおり、組手で井沢とも互角以上に渡り合う実力の持ち主。独身であり、事件が解決した後は海鮮居酒屋で一人呑みをする習慣がある。
少女時代に両親が再婚しているが、26年前に精神を病んだ実父が神経ガスを用いた無差別殺人を引き起こしたことが由来する。法務省官僚である義父が戸籍を操作したことにより加害者家族として後ろ指を指されることなく生きてきたが、被害者遺族になんの償いもせず背を向けてしまった後悔から、法務省では加害者家族の支援に努めていた。
ミハンの実用性をアピールする為に、爆弾を東京サミット直前にミハンに発見させる自作自演の爆破テロ未遂を曽根崎と共に計画するも、肝心の爆弾が何者かに持ち去られて本当の爆破テロへとすり替わってしまったことに激しく動揺。爆弾の回収のために単独で動き出し、追ってきた井沢に制止されるも突然キスをし「あなたに出会わなければよかった」と言って彼を振り払い、その場から離れる。その後SAT隊員に扮したテロの首謀者にして実弟の篠田に銃で撃たれ、再び追いついた井沢に看取られながら息を引き取る。
加賀美聡介（かがみ そうすけ）〈68〉
演 - 柄本明 （S4 / AS）
過去に世界最大のクラッカーを逮捕した経歴のある、世界的天才ホワイトハッカー。マイペースな性格で新しいもの好き。ミハンシステムの構築にも関わっており、前ミハン統括責任者の東堂と接点がある。退職する南と入れ替わる形で未然犯罪捜査班に加わる。独身で身寄りがいない。
情報収集担当だが、本人は「ハッキングには飽きた」とこぼしており、むしろ潜入捜査に興味を抱いている。
26年前 の香坂の父親が起こした神経ガス散布の事件現場に居合わせ、そこで被害者の救助に当たっており、この時に香坂と邂逅している。篠田が事件の時に助けた男の子だというのを知る。

### その他警察関係者
早川誠二（はやかわ せいじ）〈52→53〉
演 - マギー （S3 - S4｜AS）
警視庁捜査一課刑事。警部補。
S3では資料課分室の実態を知らないままこき使っている。一方で井沢の過去を知っており、宇佐美の出所日をこっそり教えている。
S4ではミハンの捜査に何かと絡んで登場。井沢には会えば強がりを言うが、内心ではまた井沢が暴走しないか心配しており、バディの門田からは見下されている節がある。
板倉麻衣（いたくら まい）
演 - 田中道子 （S3｜S4第1話 / AS）
警視庁捜査一課刑事【S3】。巡査長。
クールであまり感情を表に出さないが、南に好意を抱いているような素振りを見せており、S3終了後に結婚している。
門田駿（かどた しゅん）〈23〉
演 - 粗品（霜降り明星）（S4第1話 - 第3話・第5話 - 最終話｜AS）
捜査第一課【S4】→退職【S4最終話】。新人研修で配属されたキャリア警察官。警部補。口癖は「うるせぇ」。
先輩の早川と一緒にいることが多い。上昇志向と野心、キャリアでエリートという自負が強く、同期ながら曰く付きの部署で働く吉岡や、先輩ながらノンキャリアの早川を少し見下している側面がある。
曽根崎からの圧力で焦った状態で捜査に動き、吉岡と連絡を取るがその際に犯人に襲われている。
曽根崎からの命令で井沢を射殺しようとするが山内の威嚇射撃をくらい、吉岡に身柄を確保される。その回想シーンで救急車が呼ばれ、救急隊員に包帯を巻きながら号泣。最終話では警察官として最後の仕事だと曽根崎を逮捕。早川に感謝を示した。
町田博隆（まちだ ひろたか）
演 - 中村育二 （S3第1話・第6話・第7話・第9話・最終話 / S4第1話・第2話・最終話）
警察庁次長。警視監。
次期警察庁長官を狙う実力者。東堂を総責任者としたミハンシステムの法制化を進めている。
ミハンのテストケースでの失敗を把握しながらも、自分の出世のために隠蔽を図り、その過程で井沢の妻子を死に追いやった。その事実を公表する決意を固めた東堂も始末しようとするが、家族や仲間を傷つけられたことで激怒した井沢に殺されかけ、最終的に逮捕されミハンの法制化も見送られた。
その後保釈され、警察の保護を受けながら奥多摩の別荘で悠々自適な生活を送っていたが、井沢の訪問直後に失踪、その後遺体となって発見される。警察からの支援が打ち切られたことを恨んで、ミハンの存在とミハンで冤罪事件が起きたことをマスコミにリークしようとし、それを阻止しようと現れた篠田により殺害されたことが後に判明する。
北見俊哉（きたみ としや）〈28〉
演 - 上杉柊平 （S4第1話 - 第5話・第7話 - 第9話・最終話｜AS）
法務省官僚。1991年6月11日生まれ。ミハンの統括責任者を務める香坂とともに派遣されてきた。加賀美にはのっぽ君と呼ばれ、名前を忘れられていた。7年前、ストーカー被害に遭っていた女性を助けたことがきっかけで酒巻に命を狙われたことがあり、体に傷を負っている。その際、篠田に助けられ、それ以降、彼に協力するようになった。篠田が死んだと加賀美から聞かされた時は、「報われるといいな」と加賀美に言っている。
曽根崎正人（そねざき まさと）
演 - 浜田学 （S4第1話 - 第3話・第5話 - 最終話｜AS）
公安部部長。警視長。
井沢が宇佐美を襲った件で彼の制止を指示していたが、結果的に出世コースを外れたことで彼を恨んでいる。
その一件やミハンの負の側面を知りすぎているという理由から、井沢をミハンチームから追い出したいと思っている。
山内を監察官のポストに異動させており、井沢を監視するよう命令し、彼に井沢が暴走した時に射殺するための拳銃を渡している。
一方、門田には井沢放逐に利用できそうな事件のネタを提供させているが、うまく機能しなかった場合には事件の早期収束の為に動くよう、彼に強い圧力をかけている。
ミハンが実用化されれば自身も組織を一気に上り詰めることができると考え、香坂と共に大規模テロ計画を立てるも、肝心の爆弾が何者かに奪われ、本当の爆破テロへとすり替わってしまい、激しく動揺する。その際、北見に唆され、すべての責任を香坂に押し付け見殺しにしたが、これが井沢の怒りに触れ、殺されかける。その後の取り調べではテロへの関与を完全に否定するも、元傭兵の里谷が取り調べに応じたことで繋がりが発覚し、最終話で早川と門田により逮捕された。

### その他
宇佐美洋介（うさみ ようすけ）
演 - 奥野瑛太 （S3第1話・第7話・第8話・最終話 / S4第1話・第3話・第7話・最終話｜AS）
殺し屋。数年前に井沢の妻子を殺害したとされるが、当時の捜査では立証できず別件逮捕の後調布刑務所にて服役する。出所時動機に疑問を抱いていた井沢に真相を問い詰められるも、答えることなく逃亡した。
後に井沢に自分が井沢の家に行ったときには先客によって既に妻と娘が殺されていたことを話している。篠田と同じ児童養護施設「朝陽の家」で育ち、彼をいじめていた。
篠田浩輝（しのだ ひろき）/ 本名：水島歩（みずしま あゆむ）〈28〉
演 - 高杉真宙 （S4第1話 - 第3話・第5話 - 第8話・第10話・最終話｜AS）
スポーツカメラマン。1991年10月28日生まれのA型で、東京都世田谷区西北沢2丁目10番2号に在住している。男性恐怖症の小田切が初めて心を開く男性。幼少期に一家無理心中で生き残った過去を持っている。
狂った思想に取り憑かれたサイコパス。
井沢の妻子を殺した救いのない極悪人。
小田切に付き合ってほしいと告白をしている。小田切の捜査に協力したりしている。小田切と付き合うことになる。
後に、諏訪に銃で撃たれ瀕死の重症を負い、彼が水島の息子にして香坂の弟、水島歩だったことが判明する。最終話で、加賀美の腕の中で息を引き取る。小田切への想いは本当だったようで、騙して悪かったと遺言を残している。
諏訪樹生（すわ みきお）
演 - 松尾諭 （S4第5話・第6話・第8話 - 最終話）
かつて加賀美によって逮捕された世界的クラッカー。東京サミット爆弾テロに関わっていた。篠田を射殺しようとするが返り討ちに遭い刺殺される。
井沢康子（いざわ やすこ）〈享年42〉
演 -  木地谷厚子（S3第2話・第3話・第8話）/ 田山由起（S4第1話・第2話・第7話・最終話｜AS）
井沢の亡き妻。
井沢希（いざわ のぞみ）
演 - 横山莉子（S3第2話・第3話）/ 牧野羽咲（S4第1話・第2話・第7話・最終話｜AS）
井沢の亡き娘。小学生。

## 各話ゲスト
Season1 / Special / Season2 / Season3 / Season4 / AFTER STORY
※複数話の出演者の表示は（＜通常出演(初登場話以外)＞｜＜回想出演＞）とする。

### 絶対零度〜未解決事件特命捜査〜（Season1・2010年）

#### Case.01
東都銀行3億円事件
大貫清美（おおぬき きよみ）〈当時25〉
演 - 宮下ともみ
事件当時の東都銀行中之橋支店の行員。3億円横領事件の容疑者。横領の動機は蒸発した父親の借金。
飯島友江（いいじま ともえ）〈当時25〉
演 - 松岡恵望子
事件当時の東都銀行中之橋支店の行員。3億円横領事件の容疑者。横領の動機はカード破産寸前。
迫田麻衣（さこた まい）〈当時25〉
演 - 小松彩夏
事件当時の東都銀行中之橋支店の行員。3億円横領事件の容疑者。横領の動機は恋人である宮本の借金。
宮本弘史（みやもと ひろし）〈当時27〉
演 - 徳秀樹
麻衣の元恋人。レストラン経営。
田神慎二（たがみ しんじ）〈当時29〉
演 - 塚原大助
清美の元恋人。ゲーム会社経営。
木村行信（きむら ゆきのぶ）〈当時49〉
演 - 渡辺憲吉
横領事件当時の東都銀行中之橋支店の支店長。
大貫聡子（おおぬき さとこ）
演 - 朝加真由美
清美の母親。スーパーでパート勤務。
その他
演 - 宮本京佳、清水若菜、浜田道彦、芹澤興人、田口寛子、中脇樹人、風間晋之介、工藤亜耶、福島英紘

#### Case.02
富士見医大研修医殺害事件
日向葵（ひなた あおい）〈当時25〉
演 - 原田佳奈
富士見医大研修医殺害事件の被害者。事件当時の富士見医大・研修医。
桐山義之（きりやま よしゆき）
演 - 大高洋夫
葵を治療した富士見医大の医師・外科部長。
野宮冬樹（のみや ふゆき）〈当時27〉
演 - ムロツヨシ
事件の第一発見者。花屋を経営。
野宮千秋（のみや ちあき）〔旧姓：佐々木〕
演 - 高久ちぐさ
現在の富士見医大の看護師長（事件当時は看護婦）。冬樹の妻。
東海林光輝（しょうじ こうき）
演 - 中村靖日
富士見医大の医師。
立花志保（たちばな しほ）
演 - 阿南敦子
事件当時の富士見医大・看護婦長。事件の半年後に看護婦長を辞めている。
その他
演 - 久保酎吉、児玉貴志、松田章、邱太郎、岩田丸、平井恵助、藤岡大樹、浜幸一郎、森渉、尾上博美、岸本鮎佳、羽里早紀子、坂口湧久、岡本りか

#### Case.03
黒髪女性連続殺人事件（神の処刑事件）
合田昌人（ごうだ まさと）
演 - 伊藤洋三郎
直規の父親。元プロゴルファー。脳梗塞を患い、体が不自由の身となっている。
合田直規（ごうだ なおき）
演 - 札内幸太
ゴルフ練習場でアルバイトしている。
野坂美里（のさか みさと）〈当時27〉
演 - 東加奈子
経営コンサルタント。8年前に起きた「神の処刑事件」の被害者の一人。
田口成美（たぐち なるみ）〈当時27〉
演 - 大矢敦子
フリーカメラマン。8年前に起きた「神の処刑事件」の被害者の一人。
田口健史（たぐち たけし）
演 - 遠藤たつお
成美の父親。
野坂雅子（のさか まさこ）
演 - 佐藤直子
美里の母親。
内山寛子（うちやま ひろこ）〈28〉
演 - 勝俣幸子
インテリアデザイナー。多摩川の河川敷で遺体が発見される。
佐久間誠司（さくま せいじ）
演 - 国枝量平
管理官。
古賀康之（こが やすゆき）
演 - 矢島健一
蒲田南警察署・殺人犯係長。倉田の殺人犯係時代のライバルであり、犬猿の仲。
その他
演 - 児玉美智子、潮見論、北上史欧、古澤裕介、池田愛、木村真奈美、岩佐希利子、建部和美、石川小百合、菊地有樹哉、東谷柊一、松井正樹、清水紗映、松浦眞哉、大塚和彦、今泉葉子

#### Case.04
中学数学理科教師行方不明事件
朝倉聡（あさくら さとし）〈当時41〉
演 - 中野英樹
駒木中学校の教師で天文部の顧問。11年前に失踪後、白骨化した遺体が4係に送られる。
火浦忠広（ひうら ただひろ）
演 - 遠藤雄弥（中学時代：清水尚弥）
朝倉失踪当時の天文部員。天涯孤独。現在はデイトレードで生活費を稼いでいる。マンションから転落し、意識不明となる。朝倉の骨の送り主。
水木丈太郎（みずき じょうたろう）
演 - 金井勇太（中学時代：加藤将太）
朝倉失踪当時の天文部員。当時はカリスマ美容師を夢見ていたが、現在は彼女とパチンコに明け暮れている。
風間進（かざま すすむ）
演 - 北条隆博（中学時代：米本来輝）
朝倉失踪当時の天文部員。当時は会社を興すことを夢見ていたが、現在は会社員。
四之宮真紀（しのみや まき）
演 - 篠原真衣（中学時代：瓜生美咲）
朝倉失踪当時の天文部員。当時の夢を実現させ、ニュースキャスターとなっている。後に今回の事件の真の元凶であることが発覚するが、反省の素振りなど微塵もみせずに開き直る。
南勝昭（みなみ かつあき）
演 - 紺野相龍
その他
演 - あじゃ、水野智則、浦崎宏、三上哲、大塚達矢、青柳丈太郎

#### Case.05 - 06
学校飼育動物連続殺傷事件 - 千山こども交流会殺傷事件
沢井春菜（さわい はるな）〈16〉
演 - 福田麻由子（5年前：大森絢音）
高校生。ゆきの名を騙り、泉たちに千山こども交流会殺傷事件の真犯人がまだ捕まっていないと告げる。ゆきの小学生時代の同級生で、最初に起きた動物殺傷事件の第一発見者。
沢井秋絵（さわい あきえ）
演 - 鳥居かほり
春菜の母親。千山こども交流会殺傷事件以降、様子が変わってしまった娘を心配している。
阿久津政司（あくつ まさし）
演 - 村田充
5年前に起きた千山こども交流会殺傷事件の容疑者として逮捕され、3年後に死刑が執行された。
村山武実（むらやま たけみ）
演 - モロ師岡
大西警察署の刑事で、泉の元上司。来月で退官予定。
宮田ゆき（みやた ゆき）〈当時10〉
演 - 遠藤由実
5年前に起きた千山こども交流会殺傷事件の被害者の一人。当時小学生。当時はこども交流会へは行かない予定だったが、学校でウサギの飼育をすると言って家を出て、その後に襲われた。
宮田夕子（みやた ゆうこ）
演 - 石村みか
ゆきの母親。千山こども交流会殺傷事件当日の夕食はゆきの好きなカレーを作ることになっていた。
谷口康夫（たにぐち やすお）
演 - 小浜正寛
東京都学校飼育動物推奨会の職員。千山こども交流会殺傷事件当日は現場近くにいた。
門倉洋治（かどくら ひろし）
演 - 西本竜樹
その他
演 - 芝崎昇、関野昌敏、蜂須賀智隆、五十嵐大輔、秋元龍太朗、小西悠加、亀田典枝、大島かれん、井上なみ、岡本健太郎、上條裕之、佐藤涼平、柴田龍一郎、三井桃子

#### Case.07
六本木IT会社社長殺人事件
桝山一弘（ますやま かずひろ）〈当時29〉
演 - 松尾敏伸
六本木IT会社社長殺人事件の被害者。IT企業・フューチャーステップス社長。強引な企業買収で会社を拡大してきた。2005年、急性骨髄性白血病と診断されるも、3か月後にドナーが見つかり骨髄移植を受ける。その後偽名を使って、ドナーの娘である千尋と3か月間、文通をしていた。
横川茂人（よこかわ しげと）
演 - 三浦誠己
フューチャーステップスの会計主任。桝山の死後、社長に就任。
木戸聡史（きど さとし）〈当時32〉
演 - 野中隆光
青山警備保障の警備員。事件当時、フューチャーステップスの警備をしていたが、桝山の殺人容疑で逮捕される。桝山とは顔見知り。
真野誠一（まの せいいち）
演 - 大橋智和
桝山の元友人で、フューチャーステップス設立当時の社員。桝山と意見が対立し会社を追われた後、妻の恵里（演 - 佐藤綾）とパンの移動販売をしている。
安藤千尋（あんどう ちひろ）
演 - 近藤里沙
佐希子の娘。父親が桝山の骨髄移植のドナーとなったが、交通事故で亡くなった。
安藤佐希子（あんどう さきこ）
演 - 松元夢子
千尋の母。何者かに1000万円をポストに入れられるが、不審に思い警察に届け出た。
田中和彦（たなか かずひこ）
演 - 木川淳一
桝山と木戸がよく通っていたバーの店長。
高木英男（たかき ひでお）
演 - 隈部洋平
六本木IT会社社長殺人事件の担当検事。
吉岡知加子（よしおか ちかこ）
演 - 神農幸
桝山の秘書。事件の第一発見者。現在はフューチャーステップスを退社。

#### Case.08 - 09
杉並女子高生誘拐殺人事件
本谷翔子（もとや しょうこ）〈当時17〉
演 - 志保
杉並女子高生誘拐殺人事件の被害者。事件当時は高校生で、下校途中に誘拐され、殺害される。
小栗太一（おぐり たいち）〈43〉
演 - 滝藤賢一
精密機械工場の元作業員。杉並女子高生誘拐殺人事件の容疑者。別の事件の傷害致死で服役中に病気を患っている。事件で使われた機械とよく似た絵を描き、取調べ中に「事件解決のヒントは残した」と言い残した後、病状が悪化し死亡。
本谷拓郎（もとや たくろう）
演 - 中根徹
翔子の父親。民自党の議員。事件当時愛人がいた。
本谷恵理子（もとや えりこ）
演 - 宮田早苗
翔子の母親。翔子が携帯電話の待ち受け画像にしていた夕焼けの写真を気に入り、画像を送ってもらい、待ち受けをお揃いにしている。
美山昭（みやま あきら）
演 - 菊池均也
東都新聞の記者。
仙道豊（せんどう ゆたか）〈当時35〉
演 - 大塚和彦
中古車修理工。高峰のプロファイリングにより犯人とされたが、マスコミの報道と度重なる取り調べで追い込まれ自殺してしまう。
仙道多喜子（せんどう たきこ）
演 - 山口美也子
仙道の母親。息子が自殺したのは高峰のプロファイリングのせいだと責めている。
河野仁志（こうの ひとし）
演 - 飯田基祐
事件で使われた機械の図面にあったものと同じある癖を持つ。翔子が夕焼けの写真を撮影した見幸台の公園にいたが、自分を尾行していた泉を拉致する。一人娘の美香の死に本谷が関係している。
河野美香（こうの みか）
演 - 米村美咲
河野の娘で、当時高校生。階段から落ちて頭を打ち、硬膜下血腫で亡くなる。
畑田隆二（はただ りゅうじ）〈39〉
演 - 斉藤陽一郎
元暴力団員。傷害の前科。小栗と面識がある。

#### Case.10
東京理工大学講師殺人事件
浅井政文（あさい まさふみ）〈当時37〉
演 - 斎藤歩
東京理工大学講師殺人事件の被害者で、同大学遺伝子工学研究室の講師。極悪な性格で研究室に盗聴器を仕掛け、人の秘密を調べては脅迫していた。
三枝英之（さえぐさ ひでゆき）
演 - 二階堂智
東京理工大学遺伝子工学研究室の准教授。事件の第一発見者。
広田拓真（ひろた たくま）〈当時21〉
演 - 若葉竜也
バーの店員。店で浅井とトラブルになり、研究室に謝罪に訪れた際、浅井の遺体に遭遇。三枝と大学院生に発見され、現場から逃走中、階段から転落死。被疑者死亡のまま書類送検されていた。
園田道雄（そのだ みちお）
演 - 浅野和之
東京理工大学教授。遺伝子工学の権威。
樋口瑤子（ひぐち ようこ）
演 - ともさかりえ
東京理工大学遺伝子工学研究室の助教。事件当時は研究員。15年前バイト先の喫茶店で園田と出会い、大検受験を経て、東京理工大学に進学。
矢野正史（やの まさし）
演 - 宮地大介
バーのマスター。少年院を出所した広田の身元引受人となった。
野崎晃弘（のざき あきひろ）〈32〉
演 - ウダタカキ
東京理工大学遺伝子工学研究室の助教。樋口の逮捕により後任の助教となった。樋口の大学時代の同級生。
杉浦章（すぎうら あきら）
演 - たんぽぽおさむ
樋口がバイトしていた喫茶店のマスター。

#### Final Case
巡査部長射殺事件
橋本幸生（はしもと ゆきお）〈当時30〉
演 - 青木伸輔
暴力団大石組の組員。殺人容疑で指名手配中で追跡してきた百瀬を射殺。
百瀬邦弘（ももせ くにひろ）〈当時32〉
演 - 黄川田将也
捜査一課の刑事。橋本を追跡中射殺され、名誉の殉職とされ、警部に昇格。
中馬武彦（なかば たけひこ）
演 - 北見敏之
殺人犯係の刑事。白石の20年来の親友。
山口亮二（やまぐち りょうじ）
演 - 袴田吉彦
殺人犯係の刑事。巡査部長射殺事件後、所轄から異動となった。
百瀬静香（ももせ しずか）
演 - 紺野まひる
百瀬の妻。
百瀬望（ももせ のぞむ）
演 - 今井悠貴
百瀬の息子。先天性の心臓病を抱えていたが、百瀬の保険金で先端治療を受け、現在は少年野球のチームに入っている。
橋本サト（はしもと サト）
演 - 田島令子
橋本の母で小料理店を営む。
村岡（むらおか）
演 - 佐藤一平
少年野球チームの練習グラウンド近くの作業員。
田渕（たぶち）
演 - 林和義
少年野球チームの練習グラウンド近くの作業員。
近田（こんだ）
演 - 坂田聡
少年野球チームの練習グラウンド近くの作業員。
その他
演 - 島村勝、河野達郎、上谷健一、矢野太一

### 絶対零度〜未解決事件特命捜査〜Special（2011年）
八王子都営住宅女性射殺事件（八王子事件）・板東産婦人科医院殺人放火事件
チャン・イーリン〈当時22〉
演 - 菅野莉央
違法滞在者の中国人。売春グループに所属。14年前八王子の都営住宅のゴミ捨て場にて射殺体で発見される。
板東良平（ばんどう りょうへい）〈56〉
演 - 吉田鋼太郎
板東産婦人科医院院長。放火された医院の一室にて一酸化炭素中毒で死亡。
立花隆一（たちばな りゅういち）〈49〉
演 - 草野康太
板東と繋がりのあるチンピラ。
野沢誠二（のざわ せいじ）〈57〉
演 - 長谷川公彦
板東産婦人科医院にて射殺され、建物ごと放火された状態で発見される。射殺に使われた銃がイーリン殺害のものと同一であることが判明したことから、八王子事件との関連が疑われ特命捜査対策室が捜査に参加することになる。
野沢秀子（のざわ しゅうこ）
演 - 藤吉久美子
野沢の妻。
野沢咲（のざわ さき）
演 - 高畑充希
野沢夫妻の長女。白血病を患い入院中。
三原敦夫（みはら あつお）
演 - 山崎一
厚生労働大臣。事件当時は代議士。
山本基喜（やまもと もとき）〈27〉
演 - 柳下大（少年期：吉岡澪皇）
岡山クリーニングの店員。14年前のイーリンの隣人で、暴力を振るう父親から助けてもらっていた。事件以降、白石に情報を提供している。
通称・メイ
演 - 加藤侑紀
イーリンの友人。事件に関する、ある現場を目撃する。
無国籍雑貨店「シルクロード」の店長
演 - 赤星昇一郎
野沢が誰かと西ノ森公園の美術館付近で口論していたと泉に証言する。
岩波（いわなみ）
演 - 大石吾朗
警視庁捜査一課管理官で、深沢の上司。
宮路（みやじ）
演 - 佐伯新
八王子南警察署強行犯捜査係係長で、泉の上司。泉と組む刑事が誰もいないため捜査に参加させず、雑用ばかり押しつける。
横山（よこやま）
演 - 小路さとし
里田（さとだ）
演 - 山地健仁
山崎（やまざき）
演 - 南好洋
谷村（たにむら）
演 - 岩田知幸
警視庁八王子南警察署刑事課強行犯捜査係の刑事。

### 絶対零度〜特殊犯罪潜入捜査〜（Season2・2011年）

#### Case.01 - 02
市民団体株価操作殺人事件
飯野正也（いいの まさや）
演 - 田中幸太朗
10代の頃、犯罪に手を染めていたが更生し3年前に介護士の資格を取得する。現在、田中を含む6名の老人介護を担当。父親が生前事業の失敗で作った借金を5か月前に完済させた。
藤井香織（ふじい かおり）
演 - 前田亜季
OLだったが2年前に会社を退職し、ワゴン販売イタリアン・ランチ「Caff'e Latte」を経営している。飯野とは小学生時代の同級生で現在、一緒に暮らしており来年出産予定。
日高信之（ひだか のぶゆき）
演 - 和田聰宏
株式会社明豊システム勤務。飯野は地元の後輩。
朝倉千佳子（あさくら ちかこ）
演 - 戸田菜穂
NPO法人 日本消費者救済機構代表。

Case.01
田中茂夫（たなか しげお）
演 - 左右田一平
無職。飯野が介護を担当する老人。
キャスター
演 - 青柳文太郎
朝倉が出演したニュース番組のキャスター。
引ったくりに遭った女性
演 - 蓬萊照子
飯野を尾行していた泉の目の前で引ったくりに遭う。
渡邊理沙（わたなべ りさ）
演 - 岡田ちほ
コーヒーショップ店員。肌は色白で体重は45kg前後、髪はボブでやや茶色。磯村がデートに誘った女性。
Case.02
沢田知己（さわだ ともき）
演 - 平岳大 （＜回想＞第5話）
千佳子の元恋人で、日本消費者救済機構の共同設立者。7年前に団体を離れ、カンボジアで市民活動を行っていた。
松山（まつやま）
演 - 児島功一
日本消費者救済機構職員。
板倉（いたくら）
演 - 湯沢勉
日本消費者救済機構職員。
大塚（おおつか）
演 - 最所美咲
日本消費者救済機構事務員。
角田昌良（かどた まさよし）
演 - 斎藤弘勝
リストラに遭い、自殺を志願している老人。

#### Case.03
MNP研究員殺人事件
三木悟（みき さとる）
演 - 水橋研二
医学部専門予備校講師。元MNP研究員で、野田とは大学時代からの友人。
野田祐二（のだ ゆうじ）
演 - 内倉憲二
医療機関MNP創薬研究チーム所属の研究員。研究員に追われる途中、トラックに撥ねられ死亡。
北村正宗（きたむら まさむね）
演 - 阪田マサノブ
医療機関MNP副所長。
東海林俊哉（しょうじ としや）
演 - 小木茂光
医療機関MNP所長。
横井重彦（よこい しげひこ）
演 - 古川伴睦
MNPの警備を担当するパシフィック綜合警備の警備員。野田の事故翌日に失踪。
藤田伸次（ふじた しんじ）
演 - 小島康志
パシフィック綜合警備警備主任。
川村賢次（かわむら けんじ）
演 - 宮沢大地
小渕圭三（こぶち けいぞう）
演 - 麻倉卓也
海部利通（かいべ としみつ）
演 - 川崎賢一
MNP研究員。
MNP研究員
演 - 八幡朋昭
ウラジミール・マルコフ
演 - GREGORY
ロシアの製薬会社・ステファノ社社員。1年前から出入国を繰り返している。
関東医大病院小児科の看護師
演 - 葛西幸菜
居酒屋店員
演 - 金時むすこ

#### Case.04
教応学園連続児童誘拐事件
氏家嘉子（うじいえ よしこ）
演 - 七瀬なつみ
教応学園初等部教頭。厳格な教育者。
福井正恵（ふくい まさえ）
演 - キムラ緑子
教応学園学園長。医師から余命3か月の宣告を受けている。
大塚則人（おおつか のりと）
演 - 青山和也
教応学園初等部生徒。浩太が唯一の友達である。
大塚美保子（おおつか みほこ）
演 - 高田和加子
則人の母親。
三峰浩太（みつみね こうた）
演 - 戸谷駆
教応学園初等部生徒。父親は国会議員で経済産業省副大臣。
諸角メグル（もろずみ メグル）
演 - 大口兼悟
誘拐犯。
橋場（はしば）
演 - 鹿内大嗣
教応学園初等部教員。
島津幹夫（しまづ みきお）
演 - 前野朋哉
諸角の仲間。

#### Case.05
防犯マップ危険区域連続殴打事件
前島誠司（まえしま せいじ）
演 - 高杉亘（6歳：宮澤秀羽）
科学警察研究所犯罪予防研究室研究員。本業の傍ら、ボランティアで住民たちと防犯マップ作りをしている。
前島瑞貴（まえしま みずき）〈当時7歳〉
演 - 皆川陽菜乃
誠司の姉。学校からの帰り道、一緒に帰っていた誠司の目の前で男に刃物で切り付けられ殺害される。
梶田真之（かじた まさゆき）
演 - 松林慎司
スーパー店長。防犯マップ作りのボランティアスタッフ。
戸山加奈（とやま かな）
演 - 田島ゆみか
建築学科の大学院生。防犯マップ作りのボランティアスタッフ。
木田智子（きだ ともこ）
演 - 小宮詩乃
主婦。防犯マップ作りのボランティアスタッフ。
窪田修輔（くぼた しゅうすけ）
演 - 若林宏二
土地等を有効活用するコンサルティング会社「都市開発デザイン研究所」を経営し、ギャンブルで作った多額の借金を抱えている。
高峰詩織（たかみね しおり）
演 - 毛利恋子
高峰の娘。防犯マップが完成すれば犯罪件数が減り、母親と過ごす時間が増えると思い、防犯マップ作りを頑張って手伝う。
世田谷中央警察署塚越交番巡査
演 - 塚本浩二

#### Case.06
有働コレクション強奪事件
椎名清剛（しいな せいごう）
演 - 石黒賢
著名な洋画家。フランス人画家ロメールの作品に影響を受けている。
有働和利（うどう かずとし）
演 - 浜田晃
有働グループ前会長。世界的名画愛好家で病気を患い他界する。
有働三奈子（うどう みなこ）
演 - 霧島れいか
有働の娘。
村山慎二（むらやま しんじ）
演 - 松永英晃
有働グループ前会長邸の管理人。
内山和生（うちやま かずお）
演 - 市川訓睦
上原画廊に勤務し椎名の作品を担当している。
上原秀典（うえはら ひでのり）
演 - 井上肇
上原画廊社長。有名な画家の作品を多く取り扱っている。
ヴァンサン・ベアール
演 - GREGORY G
フランス人の洋画ブローカー。
美術商
演 - 河野洋一郎
有働コレクションを美術館に寄贈する為に有働邸に訪れる。有働前会長の審美眼はプロから見ても感服すると三奈子に話す。

#### Case.07
宝石店連続強盗事件
深星秋信（ふかぼし あきのぶ）
演 - 鈴木一真
聖山タウンの住民。外資系証券会社 ROADFREE証券に勤務。リーマンショック以降、収入が減っていたため、週末に工場でアルバイトしている。
深星怜奈（ふかぼし れいな）
演 - 野波麻帆
聖山タウンの住民。秋信の妻、専業主婦。
大熊哲也（おおくま てつや）
演 - 笠原紳司
聖山タウンの住民。不動産企画・開発会社 O&Mエステート共同経営者。
大熊夏美（おおくま なつみ）
演 - 西山繭子
聖山タウンの住民。哲也の妻、専業主婦。2児の母親。
ヘンリー張（ヘンリー ちょう）
演 - 尚玄
聖山タウンの住民。外資系コンサル会社 REGRENSUA勤務。
皆川謙哉（みながわ けんや）
演 - 松村良太
聖山タウンの住民。投資顧問会社 ジャパンアセットマネジメント経営。
ダニエル・ミラー
演 - JEFF W
聖山タウンの住民。外資系証券会社勤務。
杉山泰蔵（すぎやま たいぞう）
演 - 大谷亮介
杉山宝飾品店店主。商店街で最初に強盗被害に遭った。
合コンの男性
演 - 小沢一敬（スピードワゴン）、谷大輔、夛留見啓助
花屋の店員
演 - 小出ミカ

#### Case.08
オールウェイズネット女性会員連続猟奇殺人事件
荒木貴則（あらき たかのり）
演 - 岡田義徳
Always.netカスタマーサービスセンター主任。
森下賢治（もりした けんじ）
演 - 村杉蝉之介
Always.netカスタマーサービスセンター主任。
田山（たやま）
演 - 関根洋子
派遣社員、Always.netカスタマーサービスセンターオペレーター。
オペレーター
演 - 土屋史子
荒木にクレームテロ（CT）の客を報告。
矢口佳美（やぐち よしみ）
演 - 古賀久美子
連続女性猟奇殺害事件の第1の被害者。OL。
関口紀子（せきぐち のりこ）
演 - 石川香織
連続女性猟奇殺害事件の第2の被害者。主婦。
中川理恵（なかがわ りえ）
演 - 山口幸
連続女性猟奇殺害事件の第3の被害者。メーカー勤務。
上村容子（うえむら ようこ）
演 - 羽村純子
連続女性猟奇殺害事件の第4の被害者。銀行員。
警視庁捜査一課捜査員
演 - 辰巳蒼生
占い師
演 - 須永千重
竹林の後をつけていた男がぶつかった若い男と言い争って竹林が近づくと逃げていったのを目撃し、その男が落としたと思われるAlways.netのネクタイピンを拾う。
荒木の母親
演 - 藤井亜紀（回想）
元小学校教師、故人。息子を厳しく育てる。
問い合わせした客の声
声 - 田野めぐみ（吹き替え）
泉が対応したが、その後荒木が対応。
丹羽香苗・鎌田知美の声
声 - 水野マリコ（吹き替え）
加工された被害者に共通する声質を使い、白石が香苗、磯村が知美になりすまして、荒木と森下にクレームテロを仕掛ける。
リポーター
演 - 小泉真希、中村英香

#### Case.09 - Final Case
柴崎外務大臣/息女誘拐事件 - 柴崎外務大臣誘拐事件 - 連続情報操作犯捜査
柴崎順一（しばさき じゅんいち）
演 - 丹波義隆
衆議院議員、現職の外務大臣。世界エネルギーサミットに出席予定だったが、身代金の引き渡し場所で真結の代わりに拉致される。新たなエネルギー資源としてリジンガスを推進している。
関根素子（せきね もとこ）
演 - 大谷英子
私設秘書。柴崎とは同郷で大学時代、教授の紹介で事務所の手伝いを始めたのがきっかけで議員秘書となる。
関根邦弘（せきね くにひろ）
演 - 木下政治
素子の兄でフリージャーナリスト。雑誌の連載で多くのテロリストを取材した過去がある。週刊誌の連載コラムで現内閣に対して批判的な記事を書いていたが、休載後行方不明となっている。
川島智裕（かわしま ともひろ）
演 - 中村倫也
東京理工大学情報処理学科大学院生。学生時代は成績優秀でコンピューター知識に精通。
Case.09 - 10
柴崎真結（しばさき まゆ）
演 - 藤村聖子
柴崎の娘、大学生。何者かに誘拐される。
柴崎幸恵（しばさき ゆきえ）
演 - 麻乃佳世
柴崎の妻。
Case.09
近藤雅弘（こんどう まさひろ）
演 - 加藤裕
警視庁捜査一課捜査員。巡査部長。
警視庁捜査一課捜査員
演 - 井上顕
柴崎の事務所職員
演 - 小久保寿人
Case.10
関根佳代（せきね かよ）
演 - 平淑恵
素子・邦弘の母親。地元に建設されたリジンガスプラントの影響で間室性肺炎を患い病院に入院している。
SKN NEWSキャスター
演 - 中村仁美（フジテレビアナウンサー）
柴崎外務大臣誘拐事件犯人グループがネット上の動画配信サイトを使用し世界中に犯行声明を流していると報道する。

### 絶対零度〜未然犯罪潜入捜査〜（Season3・2018年）

#### 第1話
議員秘書殺害計画 - 金塊密輸事件
富樫伸生（とがし のぶお）〈38〉
演 - 武井壮
テストケースNo.5の危険人物。
株式会社リッチ・ウエストの経営者の一人であり、海外のアダルトサイトなど、グレーゾーンのビジネスも手がけている。ネットの闇市場でサイレント銃を購入したほか、奥多摩の山奥に一人で出かけていた。須藤、前川とは同級生。
奥多摩の山中で遺体で発見された。
須藤修一（すどう しゅういち）〈38〉
演 - 成河
総合商社W&Jトレーディングカンパニー社員で、開発途上国のエネルギー事業に従事している。
前川と共に西田に拉致される。
前川健司（まえかわ けんじ）
演 - 山本浩司
貴金属店経営者で、須藤とは高校時代からの親友。
西田俊（にしだ しゅん）
演 - 米村亮太朗
富樫と共同経営をしていた。
須藤、前川を拉致した。
高山啓子（たかやま けいこ）〈50〉
演 - 谷川清美
テストケースNo.4の危険人物。民自党議員。公共事業の不正入札の片棒をいくつも担ぎ、至福を肥やしていたが、特捜が動き出した途端、すべての行いを深瀬になすりつけるため、秘書殺人計画を立てるも、井沢らによって阻止、逮捕された。
深瀬公平（ふかせ こうへい）
演 - 中野剛
高山の秘書。

#### 第2話
関東女子高生殺人事件
藤井早紀（ふじい さき）〈43〉
演 - 黒谷友香
テストケースNo.6の危険人物。
創作料理店「八節」の総料理長兼子ども食堂運営者。植物から抽出した毒物を海外から仕入れていたほか、遺言状を作成していた。
元宮七海（もとみや ななみ）〈当時16〉
演 - 多田成美
子ども食堂に通っていた女子学生で、山菜を採りに行った際に深美山で殺害される。
藤井早紀の娘だったことが判明する。
津田圭祐（つだ けいすけ）〈23〉
演 - 笠松将
関東女子高生連続殺人事件の犯人。
事件からわずか8年で少年刑務所を出所した。
小松原忠司（こまつばら ただし）〈65〉
演 - 中丸新将 （第6話｜S4第8話）
最高裁判所長官を退任し、政治家に転身を図っている。
実は、前述の七海の死は小松原が猟銃を誤射してしまったことが原因であったが、彼は身の保身のために七海を見殺しにし、津田に罪をなすりつけた。
その後、ホテルで田村に突き飛ばされ、点検中のエレベーターの穴に転落し死亡、事故として処理された。

#### 第3話
名門私立栄明大学 女子大生自殺未遂事件
若槻真帆（わかつき まほ）〈20〉
演 - 柴田杏花
テストケースNo.7の危険人物。
私立栄明大学の学生で、1年前に自殺を図った。
現在も意識不明で双川総合病院に入院中である。だが、突如彼女が所属していたテニスサークルのSNSグループに「復讐してやる」というメッセージが送られてきたほか、同じスマートフォンから大量のニトログリセリンが購入されていた。
湯川司（ゆかわ つかさ）〈22〉
演 - 佐野岳 （第6話｜S4第8話）
私立栄明大学の4年生。薬学部出身。
テニスサークルの代表。カフェバーの店長も務める。
大手繊維メーカー「東仁コーポレーション」の経営者一族の御曹司。
実は彼は強姦の常習犯で、父親の権力を利用して不起訴にしてきた。また、真帆もその被害者の一人だった。一時、命を狙われるが救出、事件解決後は反省せずに開き直り、証拠もなく、起訴できなかった。
その後、トンネル内で田村に頭部を銃で撃たれ死亡、失踪として処理された。
阿部広樹（あべ ひろき）〈20〉
演 - 落合モトキ
テニスサークルの部員。
真帆の自殺未遂騒動以来、サークルに顔を出していない。
大谷昌大（おおたに まさひろ）〈28〉
演 - 前原滉
真帆のリハビリ担当で、病室に向日葵を飾る。
若槻周作（わかつき しゅうさく）〈56〉
演 - 遠山俊也
真帆の父親。
花岡（はなおか）
演 - 高橋美津子
看護師。

#### 第4話
若葉銀行強盗事件
佐伯卓郎（さえき たくろう）〈58〉
演 - 小野了
テストケースNo.8の危険人物。
若葉銀行勤続36年のベテラン銀行員。田村とは同級生。
20年前に妻に先立たれてからは一人暮らしである。毎日決まった電車で通勤し、定時にまっすぐ家に帰る真面目な男。だが、この1年の間に多額の出金記録があり預金残高はわずか。また、事件の前日に西麻布の会員制バーにひとりで立ち寄っていた。
立石悠馬（たていし ゆうま）〈30〉
演 - 小林且弥
銀行強盗を起こした1人。
西麻布のバーで佐伯と出会う。
かつて岡本が経営していたネジ工場で勤務していた。
日浦毅（ひうら つよし）〈30〉
演 - 竹田哲郎
銀行強盗を起こした1人。
金融業の従業員。手首にサソリのタトゥーが入っている。
新井大雅（あらい たいが）〈28〉
演 - 望月ムサシ
銀行強盗を起こした1人。
キャバクラの従業員。外で待機していたが早川らがやってきたため逃走した。
岡本由梨（おかもと ゆり）〈25〉
演 - 佐藤玲
岡本修二の娘。江東区のスーパーの事務員。
銀行に訪れており、母はカナダで暮らしているという。来月結婚予定である。
岡本修二（おかもと しゅうじ）〈享年49〉
演 - 小杉幸彦
佐伯と同級生。
岡本由梨の父親。9年前に自殺した。
中西管理官
演 - 新藤栄作
早川を役立たずと貶し、SITを突入させるよう指示する。

#### 第5話・第6話
連続動物虐待・殺傷事件 - ジャーナリスト殺人事件、練馬台無差別殺傷事件
岡崎直樹（おかざき なおき）〈17〉
演 - 道枝駿佑（関西ジャニーズJr.）（第5話）
テストケースNo.9の危険人物。
私立青葉中央高校に通う2年生でバスケ部所属。動物殺傷を繰り返していた。
川上邦明（かわかみ くにあき）〈42〉
演 - 近藤公園 （第5話・第6話｜S4第8話）
フリーのジャーナリスト。
直樹と度々接触している。未成年者の犯罪を引き止める人物だと思われていたが、実際は幼い頃から法の目をかいくぐって兄や同級生、会社の同僚や上司を殺害しており、未成年者の犯罪の背中を押していた反社会的サイコパスであった。
その後、田村ともみ合いになった末に腹部を銃で撃たれ死亡。後に射殺体として発見されジャーナリスト殺人事件の被害者となる。
岡崎治（おかざき おさむ）
演 - 吉満寛人 （第5話）
直樹の父親で、文部科学省次期事務次官候補。
辻正義（つじ まさよし）
演 - 戸田昌宏 （第6話）
ジャーナリスト殺人事件の捜査指揮者。
堀部浩二（ほりべ こうじ）
演 - 比佐仁
25年前の「練馬台無差別殺傷事件」の犯人。動物殺傷を繰り返しており、田村から危険視されていたが、田村の上司たちは誰も相手にしてくれなかった結果、事件が起きてしまった。
吉沢紀子（よしざわ のりこ）
演 - 荻野友里
田村の婚約者。
25年前の練馬台無差別殺傷事件の際に殺害された。

#### 第7話
実体がつかめない麻薬密売組織
新谷啓一（しんたに けいいち）〈30〉
演 - 小柳友
テストケースNo.10の危険人物。
無職。「喜多野冬樹」なる人物が統べる麻薬密売組織に関わっている疑いがあり、2か月前に任意の取り調べを受けていた。
実は喜多野を裏切り、麻薬組織を抜けた元部下であり、仲介人を使い喜多野と何らかの交渉をしている事が判明する。
新谷涼子（しんたに りょうこ）
演 - 青野楓
新谷啓一の妻。
ハヤミユキオ〈7〉
演 - 山城琉飛
新谷と同じ団地に住む少年。
母から虐待を受けている。
喜多野冬樹（きたの ふゆき）
演 - 長谷川朝晴
麻薬密売組織の黒幕。
公園でユキオと遊んでいる。

#### 第8話
整形花嫁の悲しき計画
砂田繭美（すなだ まゆみ）〈25〉
演 - 白石麻衣（乃木坂46）（整形前：吉田怜奈）
テストケースNo.11の危険人物。
城成市役所の戸籍住民課で働く女性。1週間後に結婚を控えているが、違法に拳銃を入手したことでミハンシステムに捕捉される。2年前に整形手術を受けている。
神谷統一郎（かみや とういちろう）
演 - 入江甚儀
繭美の婚約者。神谷竜太郎の息子。
慶徳大学教務課に勤務している。3年前に心臓病の手術を受けている。
麻生美鈴（あそう みすず）〈25〉
演 - 信江勇
繭美の知人。
赤川武志（あかがわ たけし）〈享年39〉
演 - 須田邦裕 （最終話）
井沢の妻の元同僚の刑事。
ベトナムのホテルから転落死し、その翌日に泉が失踪する。
都築洋平（つづき ようへい）
演 - 岡部たかし
慶徳大学病院 元心臓外科部長。
繭美を拉致する。
2年前に医療関連の企業から賄賂を受け取った事件を砂田にリークされ、病院を辞職した。
神谷竜太郎（かみや りゅうたろう）
演 - 羽場裕一
統一郎の父。
慶徳大学理事長。繭美と統一郎との結婚を喜んでいる。
高瀬康太（たかせ こうた)
演 - 本田祐介
繭美が整形前に付き合っていた恋人。工事現場事故で死亡した。

#### 第9話
誘拐ビジネス
石塚辰也（いしづか たつや）〈45〉
演 - 高橋努
テストケースNo.16の危険人物。警視庁警備課のSP。直近一週間の石塚の監視映像に桜木が映り込んでいたことから、石塚と桜木が何かの形で繋がっているのではないかという推察によりミハンに捕捉される。
滝本健三（たきもと けんぞう）
演 - 山田明郷
国家公安委員長。
三城康介（みしろ こうすけ）〈40〉
演 - 斉藤一平
帝都ツーリスト社員。誘拐ビジネスの実行犯。
森岡健人（もりおか けんと）
演 - 蔵原健
石塚の元同僚のSP。5年前、官房長官を狙ったテロ事件で石塚を庇い殉職した。
森岡幸子（もりおか さちこ）〈40〉
演 - 奏谷ひろみ
森岡の妻。石塚とは家族的な付き合いをしている。
森岡翠（もりおか みどり）〈12〉
演 - 石田凛音
森岡の娘。石塚にも懐いている。

#### 最終話
ミハン テストケース0号
谷口正博 （たにぐち まさひろ）
演 - 斉藤佑介 （〈回想〉S4第8話）
テストケースNo.1 の危険人物。旭証券の社員。ベトナム支社長・相馬和久と息女・由紀子の殺害を計画しているとしてミハンの危険人物として挙がり、赤川に射殺される。しかし実際は冤罪だったことが判明。
相馬由紀子（そうま ゆきこ）
演 - 桜井ユキ
相馬の娘、谷口の元婚約者。
相馬和久（そうま かずひさ）
旭証券ベトナム支店長。谷口に窃盗の前科があったことを知った瞬間、由紀子との交際を反対した上、谷口を解雇しようとした。その矢先爆発物による殺害計画により命を狙われるが、赤川が谷口を射殺したことにより救出される。
しかし事件の一週間後、現地で交通事故に遭い死亡した。
グエン・チー・リン
演 - フォンチー
ベトナムの元刑事。日本の警視庁に研修に来た際、桜木と親しくなった。
谷口弘文（たにぐち ひろふみ）
演 - 大内田悠平
谷口の弟。両親の代わりに自分を育ててくれた兄のことを慕っていたが、事件以降、兄のことが信じられなくなってしまっている。
松永義正（まつなが よしまさ）
演 - 佐藤誠
危険人物。元工作員。

### 絶対零度〜未然犯罪潜入捜査〜（Season4・2020年）

#### 第1話
麻薬密売事件 - 朝日山岳鉄道脱線事故
田代智之（たしろ ともゆき）〈37〉
演 - 中林大樹 （＜回想＞AS）
危険人物。弁護士。違法に拳銃を入手している。
藤倉尚也（ふじくら なおや）〈34〉
演 - 篠原篤 （＜回想＞AS）
危険人物。風俗店店員。刑務所から出所したばかりで、違法に青酸化合物を入手している。
澤本歩美（さわもと あゆみ）〈享年29〉
演 - 角島美緒
田代の婚約者で藤倉の幼馴染み。5年前の山岳鉄道脱線事故で他界している。
近藤隆司（こんどう たかし）
演 - 外川貴博
風俗店や飲食店を手広く手掛けていて、藤倉を気に入っている。
岸本修一郎（きしもと しゅういちろう）〈48〉
演 - 新納慎也 （＜回想＞AS）
厚生労働省麻薬取締部のエース。
垣内浩二（かきうち こうじ）〈55〉
演 - 深見亮介
麻薬密売組織のリーダー。クルーズ船で茂田に拘束されるが、井沢たちにより救出、逮捕された。
富永和義（とみなが かずよし）〈享年45〉
演 - 西尾浩行 （＜回想＞AS）
厚生労働省麻薬取締部。岸本の同僚。5年前の朝日山岳鉄道脱線事故で他界している。
茂田一成（しげた かずなり）〈43〉
演 - 平山祐介
麻薬密売組織の一員。クルーズ船で垣内を口封じしようと企んでいたが、井沢らに追いつめられ、最後は小田切に取り押さえられて逮捕された。
佐川武弘（さがわ たけひろ）〈33〉
演 - 田上晃吉 （＜回想＞AS）
垣内の部下。藤倉と同じ刑務所に服役していた。
富永の息子
演 - 日野翔梧
その他の密売組織の一員
演 - 岡村隆史 （ノンクレジット・SMALL3の企画で参加）

#### 第2話
児童虐待 - 闇ビジネス
馬場智樹（ばば ともき）
演 - 影山徹 （＜回想＞AS）
危険人物。無職。明日香をストーキングしているが、意図的にストーカー規制法に抵触しない程度に付き纏っているような節があり、ギャンブルで作った借金により、闇金から追われている。
時田明日香（ときた あすか）
演 - 竹内愛紗 （＜回想＞AS）
女子高生。馬場にストーキングされている。優等生であったが、最近は何故か学校をさぼっている。
時田幸子（ときた さちこ）
演 - 中島ひろ子 （＜回想＞AS）
明日香の母親。かつて児童相談所で働いていた。
時田守（ときた まもる）
演 - 桜井聖 （＜回想＞AS）
明日香の父親。
浦上努（うらがみ つとむ）
演 - 進藤学
パスポートやキャッシュカードを偽造している。
桑村日名子（くわむら ひなこ）
演 - 周本絵梨香
大手警備会社の情報管理課に勤務。
高橋昭二（たかはし しょうじ）
演 - 岡慶悟
浦上に大金を渡していた男。河田の闇ビジネスを支えていた。
根岸真澄（ねぎし ますみ）
演 - 冨樫真
クラブ「M」を仕切っているママ。明日香の真の母親。
河田英司（かわだ えいじ）
演 - 酒向芳 （＜回想＞AS）
明日香の真の父親。かつて真澄と内縁関係にあった。人材派遣会社を経営しているが、裏では人身販売や臓器販売を手掛けていた。

#### 第3話
バレリーナの転落未遂
八尋舞（やひろ まい）
演 - 山口まゆ （＜回想＞AS）
危険人物。名門バレエ団に所属するバレエ団のホープ。ネットを利用して致死量のヒ素を入手しており、毒物による殺人を扱ったサイトを何度も閲覧していた。
瀬川綾乃（せがわ あやの）
演 - 我如古りな
舞のライバル。英才教育を受けてきた。3年前、堀脇と付き合っていた。
安達智花（あだち ともか）
演 - 古川琴音 （＜回想＞AS）
舞の親友。進行性の難病で入院中。3年前、誹謗中傷を受ける。
堀脇涼（ほりわき りょう）
演 - 坂本和基 （＜回想＞AS）
トレーナー。3年前、高城バレエ団のビルの屋上から自殺。智花を誹謗中傷するネタを週刊誌に持ち込んでいた。
瀬川歌織（せがわ かおり）
演 - 片岡礼子
綾乃の母親。

#### 第4話
大森山無差別殺傷事件
杉原佳代（すぎはら かよ）
演 - 木野花 （＜回想＞AS）
危険人物。NPO法人に在籍する"いのちの相談員"。失踪に見せかける方法について調べていた他、スタンガンも購入していた。10年前に起きた「大森山無差別殺傷事件」の被害者家族。
佐藤奈々（さとう なな）
演 - 木竜麻生 （＜回想＞AS）
保育士。佳代のシェアハウスで長い間暮らしていたが、3ヵ月程前に佳代と揉めて部屋を出る。10年前に起きた「大森山無差別殺傷事件」の加害者家族。本当の名前は川久保恵美で、事件以降、改名していた。
川久保敦也（かわくぼ あつや）
演 - 大田怜治 （＜回想＞AS）
奈々の兄。社会への不満から商店街を行き交う人々を金属バットで襲った、10年前の「大森山無差別殺傷事件」の犯人。
梶智明（かじ ともあき）
演 - 山中崇 （＜回想＞AS）
加害者支援センター「未来へ歩む会」の支援者のキャリアコンサルタントで、奈々の婚約者。

#### 第5話
天才外科医刺傷事件
真田雄大（さなだ たけひろ）
演 - 猪征大（最終話｜AS）
危険人物。大学病院の医師。サバイバルナイフを購入している他、ネットに匿名で益子の恨みを書き込んでいた。
益子博文（ますこ ひろぶみ）
演 - 近江谷太朗（最終話｜AS）
大学病院の外科医で「スーパードクター」と呼ばれている。
児島祐三（こじま ゆうぞう）
演 - 信太昌之
代議士。ミハンルームに視察に訪れる。南雲の経済再生政策に反目したことから、長い間冷遇されていた。
多田敦彦（ただ あつひこ）
演 - 真青ハヤテ（＜回想＞AS）
医師になりすまし、カンファレンスルームに行く。
清野（せいの）
演 - 岡田地平
東京医療情報ラボの警備員。
南雲信敏（なぐも のぶとし）
演 - 浜田晃（第8話・最終話｜AS）
元総理大臣。シュワン細胞腫を患っている。ミハンの法制化に強く反対していたが、最終話、事件後はミハンの実績を改めて評価し、前向きに考えるようになる。

#### 第6話
梅崎町主婦殺人、死体損壊・遺棄事件
浅井航（あさい わたる）
演 - 清水尋也 （＜回想＞AS）
進学校に通う17歳の高校生。全国模試で1位をとるほどの秀才。由貴を殺害した上に遺体をバラバラにした。猟奇犯罪に関して調べていた経歴があり、ホームセンターで複数の刃物を購入していたにも関わらず、ミハンに探知されていなかった。
その後、一年後のSP版では弁護士を目指している。
松永由貴（まつなが ゆき）〈26〉
演 - 足立梨花 （＜回想＞AS）
世田谷区在住の専業主婦。航に殺害される。週一で料理学校に通っており、直哉からDVを受けていた。
松永直哉（まつなが なおや）〈33〉
演 - 川島潤哉 （＜回想＞AS）
由貴の夫。由貴にDVをしていた。
吉岡健斗（よしおか けんと）
演 - 高村佳偉人 （＜回想＞AS）
吉岡の弟。神経芽腫に侵され、死期が近いと予測されている。刑事になるのが夢だった。
兄が自分の為に警察官になったことや容態の件で嘘をつき続けていることについてを見舞いに来た山内に話し、よろしく頼むと伝えている。
その後、本編終了後からASの間（ASの3か月前）に亡くなった。

#### 第7話
フィトネスクラブ社長宅夫婦強盗殺人事件
仁科沙耶香（にしな さやか）
演 - 佐藤江梨子（第8話｜AS）
危険人物。大手フィットネスクラブ「シャイニー」社長。5年前の強盗殺人事件の被害者。輝幸の死後、会社を継ぎ、着実に業績を伸ばして経営者としての才能を発揮していたが、危険な毒薬を密かに入手していた。実は後述の貴美子と輝幸の死は彼女が犯人であったが、毒薬のルートなどが掴めず裁くことはできなかった。その後、篠田に頭部を銃で撃たれ死亡。その後の捜査で溜め池に沈められたスーツケースの中から遺体で発見された。
仁科輝幸（にしな てるゆき）
演 - 青戸昭憲
沙耶香の夫。大手フィットネスクラブ「シャイニー」の元社長。5年前の強盗殺人事件で死亡した。
辰巳勇吾（たつみ ゆうご）
演 - 阿部亮平
沙耶香の会社が所有するウィンタースポーツの実業団チームのコーチ。篠田と面識があり、彼にとって輝幸は恩人である。お金に困っていないにも関わらず、沙耶香を脅迫し金銭を要求していた。
江波元治（えなみ もとはる）
演 - 本宮泰風
沙耶香の秘書。格闘技経験者。かつて興信所で働いていた。
真鍋哲郎（まなべ てつろう）
演 - 宮川一朗太 （＜回想＞AS）
科学捜査研究所の主任研究員。山内とは旧知の間柄。5年前の強盗殺人事件の担当。どんな手間も惜しまず被害者のために真実を追求する人物で、数々の難事件を解決に導いてきた。
長崎芳子（ながさき よしこ）
演 - 今藤洋子
沙耶香と同時期に会員になった「シャイニー」の会員の一人。
渋谷恵子（しぶや けいこ）
演 - 結城さなえ
沙耶香と同時期に会員になった「シャイニー」の会員の一人。
安斎貴美子（あんざい きみこ）
演 - 環みほ
輝幸の前恋人。幼稚園教諭。沙耶香とは小学校から高校まで同級生であった。輝幸と結婚する予定だったが、ナッツアレルギーが原因で死亡した。

#### 第8話
ミハン検出犯失踪事件
長岡宏伸（ながおか ひろのぶ）
演 - 世志男 （＜回想＞AS）
失踪中の危険人物。地面師グループのリーダー。地権者から土地を騙し取り殺害しようとしていた。
木島健作（きじま けんさく）
演 - 本田聡 （＜回想＞AS）
失踪中の危険人物。SNS闇金の経営者。借金を返せない相手に保険金をかけて殺そうとした。
刈谷雄二（かりや ゆうじ）
演 - 見津賢 （＜回想＞AS）
失踪中の危険人物。政治家の息子。水上バイクで女性を轢き殺した事故を揉み消したうえ、目撃者の命まで狙っていた。
酒巻篤成（さかまき あつなり）〈当時29〉
演 - 酒井和真
7年前の危険人物。フリーター。7年前、女性をストーキングしていたが、北見に止められ、その逆恨みで北見に襲いかかるが、篠田に突き飛ばされ、歩道橋の階段から転落して死亡した。

#### 第9話 - 最終話
東京サミット爆弾テロ - 南雲元総理殺害未遂
里谷隆一（さとや りゅういち）
演 - 高岩成二（第9話・最終話）
元傭兵。海外の紛争地帯を渡り歩いてきた。公安のトップしかその正体を知らない「マルトク」と呼ばれる協力者であった。
水島恵一（みずしま けいいち）
演 - 森本のぶ （＜回想＞AS）
香坂、篠田の父親。26年前、精神を病み映画館で神経ガスをまいた無差別殺人事件の犯人。
大迫重明（おおさこ しげあき）〈当時49〉
演 - 矢嶋俊作（第10話｜AS）
児童養護施設「朝陽の家」施設長。16年前に踏み切りに立ち入って全身を強く打って亡くなったとされている。実は彼は施設に入居している少年達を睡眠薬を施し性的虐待を繰り返していた常習犯であった。
影山雅史（かげやま まさふみ）〈45〉
演 - 吉田ウーロン太（第10話）
児童養護施設「朝陽の家」職員。大迫施設長が亡くなった頃も務めていた。香坂の弟について知っており、「16年前に死んだと思っていた」と証言する。
小宮山栄一（こみやま えいいち）〈32〉
演 - 菅裕輔（第10話・最終話｜AS）
警察庁秘書課勤務。町田の秘書を務めたこともあった。かつて危険人物だったネット荒らしの男から逆恨みされて命を狙われていたが篠田によって救われる。その日から篠田の協力者となる。
副島悟（そえじま さとる）
演 - 諌山幸治（第10話）
クラッカー。小宮山と接触しており、諏訪と連絡をとる方法を知っている。

### 絶対零度〜未然犯罪潜入捜査〜 AFTER STORY（2020年）
ミハン真相解明
桐島直久（きりしま なおひさ）
演 - 陰山泰
危険人物。元陸上自衛隊員。狙撃の名手。
月村真美（つきむら まみ）
演 - 白石聖
大学生。フェイクニュースやネットストーカーを善意で取り締まるホワイトハッカー。1年前、二人のサイバー犯罪者に命を狙われていたが、井沢により救われた過去がある。

## スタッフ
| シリーズ     | 未解決事件特命捜査                                                            | 未解決事件特命捜査                                                            | 特殊犯罪潜入捜査                                                 | 未然犯罪潜入捜査                                           | 未然犯罪潜入捜査                                 | 未然犯罪潜入捜査                                 |
| シリーズ     | S1                                                                            | SP                                                                            | S2                                                               | S3                                                         | S4                                               | AS                                               |
| ------------ | ----------------------------------------------------------------------------- | ----------------------------------------------------------------------------- | ---------------------------------------------------------------- | ---------------------------------------------------------- | ------------------------------------------------ | ------------------------------------------------ |
| 脚本         | 浜田秀哉                                                                      |                                                                               | 浜田秀哉                                                         | 浜田秀哉                                                   | 浜田秀哉                                         | 浜田秀哉                                         |
| 脚本         | 酒井雅秋                                                                      |                                                                               |                                                                  |                                                            |                                                  |                                                  |
| 脚本         | 中邨武尊 谷和俊                                                               |                                                                               | 黒岩勉                                                           | 小山正太 井上聖司 宇山佳佑                                 |                                                  |                                                  |
| 音楽         | 林ゆうき                                                                      | 林ゆうき                                                                      | 林ゆうき                                                         | 横山克                                                     | 横山克                                           | 横山克                                           |
| 主題歌       | LOVE PSYCHEDELICO 「Dry Town 〜Theme of Zero〜」 （ビクターエンタテイメント） | LOVE PSYCHEDELICO 「Dry Town 〜Theme of Zero〜」 （ビクターエンタテイメント） | LOVE PSYCHEDELICO 「It's You」 （ビクターエンタテイメント）      | 家入レオ 「もし君を許せたら」 （ビクターエンタテイメント） | 家入レオ 「未完成」 （ビクターエンタテイメント） | 家入レオ 「未完成」 （ビクターエンタテイメント） |
| OPテーマ     | LOVE PSYCHEDELICO 「Shadow behind」 （ビクターエンタテイメント）              | LOVE PSYCHEDELICO 「Shadow behind」 （ビクターエンタテイメント）              | LOVE PSYCHEDELICO 「Shadow behind」 （ビクターエンタテイメント） |                                                            |                                                  |                                                  |
| 企画         | 成河広明（フジテレビ）                                                        | 成河広明（フジテレビ）                                                        | 成河広明（フジテレビ）                                           | 稲葉直人（フジテレビ）                                     | 稲葉直人（フジテレビ）                           | 稲葉直人（フジテレビ）                           |
| 企画         |                                                                               | 鹿内植（フジテレビ）                                                          |                                                                  | 稲葉直人（フジテレビ）                                     | 稲葉直人（フジテレビ）                           | 稲葉直人（フジテレビ）                           |
| プロデュース | 森安彩（共同テレビ）                                                          | 森安彩（共同テレビ）                                                          |                                                                  | 永井麗子                                                   | 永井麗子                                         | 永井麗子                                         |
| プロデュース |                                                                               | 貸川聡子（共同テレビ）                                                        | 貸川聡子（共同テレビ）                                           |                                                            | 関本純一                                         | 関本純一                                         |
| 演出         | 村上正典                                                                      | 村上正典                                                                      | 佐藤源太                                                         | 佐藤源太                                                   | 品田俊介                                         | 品田俊介                                         |
| 演出         | 岩田和行                                                                      |                                                                               | 岩田和行 北川学                                                  | 佐藤祐市 城宝秀則 光野道夫                                 | 石川淳一 木村真人 小林義則                       |                                                  |
| 制作         | フジテレビ                                                                    | フジテレビ                                                                    | フジテレビ                                                       | フジテレビ                                                 | フジテレビ                                       | フジテレビ                                       |
| 制作著作     | 共同テレビ→共テレ                                                             | 共同テレビ→共テレ                                                             | 共同テレビ→共テレ                                                | 共同テレビ→共テレ                                          | 共同テレビ→共テレ                                | 共同テレビ→共テレ                                |

## 放送日程

### 絶対零度〜未解決事件特命捜査〜（Season1）
- 2010年4月13日[24][25] - 6月22日、全11回。
- 初回は15分拡大（21:00 - 22:09）。
- 最終回は10分拡大（21:00 - 22:04）。

| 各話                                                                         | 放送日        | サブタイトル             | 事件名                                            | 脚本              | 演出     | 視聴率 |
| ---------------------------------------------------------------------------- | ------------- | ------------------------ | ------------------------------------------------- | ----------------- | -------- | ------ |
| Case.01                                                                      | 2010年4月13日 | 悲しみを溶かす日         | 東都銀行3億円事件                                 | 酒井雅秋          | 村上正典 | 18.0%  |
| Case.02                                                                      | 4月20日       | 時効7日前の魔物          | 富士見医大研修医殺害事件                          | 酒井雅秋          | 村上正典 | 14.5%  |
| Case.03                                                                      | 4月27日       | 連鎖                     | 黒髪女性連続殺人事件 （神の処刑事件）             | 浜田秀哉          | 岩田和行 | 15.5%  |
| Case.04                                                                      | 5月04日       | 秘密                     | 中学理科教師行方不明事件                          | 酒井雅秋 中邨武尊 | 岩田和行 | 12.9%  |
| Case.05                                                                      | 5月11日       | 未解決事件という名の地獄 | 学校飼育動物連続殺傷事件 千山こども交流会殺傷事件 | 谷和俊            | 村上正典 | 14.7%  |
| Case.06                                                                      | 5月18日       | 未解決事件が遺す心の痛み | 学校飼育動物連続殺傷事件 千山こども交流会殺傷事件 | 谷和俊            | 村上正典 | 14.8%  |
| Case.07                                                                      | 5月25日       | 光と闇〜IT社長殺人事件   | 六本木IT会社社長殺人事件                          | 浜田秀哉          | 岩田和行 | 12.7%  |
| Case.08                                                                      | 6月01日       | 慟哭                     | 杉並女子高生誘拐殺人事件                          | 酒井雅秋          | 岩田和行 | 14.4%  |
| Case.09                                                                      | 6月08日       | 解放                     | 杉並女子高生誘拐殺人事件                          | 酒井雅秋          | 村上正典 | 14.6%  |
| Case.10                                                                      | 6月15日       | 献身                     | 東京理工大学講師殺人事件                          | 浜田秀哉          | 岩田和行 | 13.3%  |
| Final Case                                                                   | 6月22日       | 悲しみを打砕く日         | 巡査部長射殺事件                                  | 酒井雅秋          | 村上正典 | 12.8%  |
| 平均視聴率 14.4%（視聴率はビデオリサーチ調べ、関東地区・世帯・リアルタイム） |               |                          |                                                   |                   |          |        |

### 絶対零度〜未解決事件特命捜査〜 Special
- 金曜プレステージ特別企画で放送。

| 放送日       | サブタイトル | 事件名                                                                 | 脚本     | 演出     | 視聴率 |
| ------------ | --- | ---------------------------------------------------------------------- | -------- | -------- | ------ |
| 2011年7月8日 | 悲劇の夫婦に悪魔の囁き〜 産婦人科医師の死の裏に 14年前の女性殺人事件と臓器売買〜 時を越えた父の祈りと母の後悔〜 真実を知る時、最大の未解決と衝撃の殉職が!? | 八王子都営住宅女性射殺事件 （八王子事件） 板東産婦人科医院殺人放火事件 | 酒井雅秋 | 村上正典 | 13.9%  |

### 絶対零度〜特殊犯罪潜入捜査〜（Season2）
- 2011年7月12日[28][29] - 9月20日、全11回。
- 初回は16分拡大（21:00 - 22:10）。
- 最終回は10分拡大（21:00 - 22:04）。

| 各話                                                                         | 放送日        | サブタイトル               | 事件名                                        | 脚本     | 演出     | 視聴率 |
| ---------------------------------------------------------------------------- | ------------- | -------------------------- | --------------------------------------------- | -------- | -------- | ------ |
| Case.01                                                                      | 2011年7月12日 | 走り出せ! のろまなカメ     | 市民団体株価操作殺人事件                      | 浜田秀哉 | 岩田和行 | 15.4%  |
| Case.02                                                                      | 7月19日       | 決断                       | 市民団体株価操作殺人事件                      | 浜田秀哉 | 岩田和行 | 14.2%  |
| Case.03                                                                      | 7月26日       | 誠意の嘘                   | MNP研究員殺人事件                             | 酒井雅秋 | 佐藤源太 | 13.1%  |
| Case.04                                                                      | 8月02日       | 刑事失格                   | 教応学園連続児童誘拐事件                      | 黒岩勉   | 佐藤源太 | 11.3%  |
| Case.05                                                                      | 8月09日       | 無の殺意                   | 防犯マップ危険区域連続殴打事件                | 浜田秀哉 | 北川学   | 11.9%  |
| Case.06                                                                      | 8月16日       | 3つの嘘                    | 有働コレクション強奪事件                      | 酒井雅秋 | 岩田和行 | 13.1%  |
| Case.07                                                                      | 8月23日       | 偽りの街                   | 宝石店連続強盗事件                            | 黒岩勉   | 佐藤源太 | 12.7%  |
| Case.08                                                                      | 8月30日       | 敵、現る                   | オールウェイズネット女性会員 連続猟奇殺人事件 | 浜田秀哉 | 北川学   | 10.7%  |
| Case.09                                                                      | 9月06日       | 真の敵は                   | 柴崎外務大臣/息女誘拐事件                     | 浜田秀哉 | 岩田和行 | 11.0%  |
| Case.10                                                                      | 9月13日       | 対決の罠                   | 柴崎外務大臣誘拐事件 連続情報操作犯捜査       | 浜田秀哉 | 岩田和行 | 13.5%  |
| Final Case                                                                   | 9月20日       | 最期の日、その先に見たもの | 柴崎外務大臣誘拐事件 連続情報操作犯捜査       | 酒井雅秋 | 岩田和行 | 16.3%  |
| 平均視聴率 13.1%（視聴率はビデオリサーチ調べ、関東地区・世帯・リアルタイム） |               |                            |                                               |          |          |        |

### 絶対零度〜未然犯罪潜入捜査〜（Season3）
- 2018年7月9日 - 9月10日、全10回。
- 初回は30分拡大（21:00 - 22:24）。
- 第2回・最終回は15分拡大（21:00 - 22:09）。

| 各話                                                                         | 放送日        | サブタイトル           | 事件名                                | 脚本     | 演出     | 視聴率 |
| ---------------------------------------------------------------------------- | ------------- | ---------------------- | ------------------------------------- | -------- | -------- | ------ |
| 第1話                                                                        | 2018年7月09日 | 未来の凶悪犯罪を止めろ | 議員秘書殺害計画 金塊密輸事件         | 浜田秀哉 | 佐藤祐市 | 10.6%  |
| 第2話                                                                        | 7月16日       | 悲しき復讐 殺人を阻め  | 関東女子高生殺人事件                  | 浜田秀哉 | 佐藤祐市 | 09.6%  |
| 第3話                                                                        | 7月23日       | 昏睡状態の危険人物     | 名門私立栄明大学 女子大生自殺未遂事件 | 小山正太 | 城宝秀則 | 10.8%  |
| 第4話                                                                        | 7月30日       | 殺人は銀行強盗と共に   | 若葉銀行強盗事件                      | 井上聖司 | 光野道夫 | 11.7%  |
| 第5話                                                                        | 8月06日       | 美しき少年殺人者       | 連続動物虐待・殺傷事件                | 浜田秀哉 | 佐藤祐市 | 10.4%  |
| 第6話                                                                        | 8月13日       | 制裁殺人の悲しき真実   | ジャーナリスト殺人事件                | 浜田秀哉 | 佐藤祐市 | 10.6%  |
| 第7話                                                                        | 8月20日       | 集合住宅に潜む殺人者   | 実体がつかめない麻薬密売組織          | 小山正太 | 城宝秀則 | 10.3%  |
| 第8話                                                                        | 8月27日       | 殺人は花嫁のために     | 整形花嫁の悲しき計画                  | 宇山佳佑 | 佐藤源太 | 10.0%  |
| 第9話                                                                        | 9月03日       | 最強SPの悲しき殺人     | 誘拐ビジネス                          | 浜田秀哉 | 佐藤祐市 | 11.3%  |
| 最終話                                                                       | 9月10日       | 復讐者に憐れみを       | ミハンテストケース0号冤罪事件         | 浜田秀哉 | 城宝秀則 | 10.8%  |
| 平均視聴率 10.6%（視聴率はビデオリサーチ調べ、関東地区・世帯・リアルタイム） |               |                        |                                       |          |          |        |

### 絶対零度〜未然犯罪潜入捜査〜（Season4）
- 2020年1月6日 - 3月16日、全11回。
- 2020年3月23日、特別編。
- 初回は30分拡大（21:00 - 22:24）。
- 第2回・最終回は15分拡大（21:00 - 22:09）。
- 特別編は2時間SP（21:00 - 22:48）。

| 各話                                                                         | 放送日        | サブタイトル                         | 事件名                                 | 脚本     | 演出     | 視聴率 |
| ---------------------------------------------------------------------------- | ------------- | ------------------------------------ | -------------------------------------- | -------- | -------- | ------ |
| 第1話                                                                        | 2020年1月06日 | 豪華客船で開幕! 殺人を未然に止めろ   | 麻薬密売事件 朝日山岳鉄道脱線事故      | 浜田秀哉 | 石川淳一 | 10.6%  |
| 第2話                                                                        | 1月13日       | 捜査中に少女誘拐! 命のタイムリミット | ストーキング行為 闇ビジネス            | 浜田秀哉 | 石川淳一 | 10.7%  |
| 第3話                                                                        | 1月20日       | 記憶を失くしたバレリーナと殺意の行方 | 資材落下事故                           | 浜田秀哉 | 品田俊介 | 08.6%  |
| 第4話                                                                        | 1月27日       | 遂に明かされる香坂の過去             | 大森山無差別殺傷事件                   | 浜田秀哉 | 品田俊介 | 09.8%  |
| 第5話                                                                        | 2月03日       | 天才外科医を殺害!? 狙われた元総理    | 天才外科医刺傷事件                     | 浜田秀哉 | 石川淳一 | 10.6%  |
| 第6話                                                                        | 2月10日       | 天才高校生が猟奇殺人!? 愛の完全犯罪  | 梅崎町主婦殺人、死体損壊・遺棄事件     | 浜田秀哉 | 木村真人 | 09.2%  |
| 第7話                                                                        | 2月17日       | 最恐悪女、登場! その毒牙が狙う標的は | フィトネスクラブ社長宅夫婦強盗殺人事件 | 浜田秀哉 | 小林義則 | 09.7%  |
| 第8話                                                                        | 2月24日       | いよいよ最終章! 悪を処刑する仕置き人 | ミハン検出犯失踪事件                   | 浜田秀哉 | 石川淳一 | 09.5%  |
| 第9話                                                                        | 3月02日       | 最終章!遂に迫る香坂の死! 黒幕は!?    | 東京サミット爆弾テロ                   | 浜田秀哉 | 品田俊介 | 10.0%  |
| 第10話                                                                       | 3月09日       | 遂に真犯人が明らかに! 黒幕は誰だ!?   | 東京サミット爆弾テロ                   | 浜田秀哉 | 小林義則 | 10.6%  |
| 最終話                                                                       | 3月16日       | 今夜ついにシリーズ完結! さらば井沢   | 南雲元総理殺害未遂                     | 浜田秀哉 | 石川淳一 | 09.7%  |
| 平均視聴率 10.0%（視聴率はビデオリサーチ調べ、関東地区・世帯・リアルタイム） |               |                                      |                                        |          |          |        |
| 特別編                                                                       | 放送日        | サブタイトル                         | 事件名                                 | 脚本     | 演出     | 視聴率 |
| 特別編                                                                       | 3月23日       | あれから一年、新たなる旅立ち         | ミハン真相解明                         | 浜田秀哉 | 品田俊介 | 10.1%  |

## 関連商品

### DVD/Blu-ray
- 絶対零度〜未解決事件特命捜査〜DVD-BOX（ポニーキャニオン、2010年9月15日）
  - 絶対零度〜未解決事件特命捜査〜〔1話 - 11話〕
- 絶対零度〜特殊犯罪潜入捜査〜DVD-BOX（ポニーキャニオン、2012年1月18日）[34]
  - 絶対零度〜特殊犯罪潜入捜査〜〔1話 - 11話〕
  - 絶対零度〜未解決事件特命捜査〜Special
- 絶対零度〜未然犯罪潜入捜査〜2018 DVD-BOX・Blu-ray（ポニーキャニオン、2019年1月9日）
  - 絶対零度〜未然犯罪潜入捜査〜2018〔1話 - 10話〕

### サウンドトラック
- フジテレビ系ドラマ 絶対零度 オリジナル・サウンドトラック （ポニーキャニオン、2010年6月16日）
- フジテレビ系ドラマ「絶対零度〜特殊犯罪潜入捜査〜」オリジナル・サウンドトラック （ポニーキャニオン、2011年9月7日）
- フジテレビ系ドラマ「絶対零度〜未然犯罪潜入捜査〜」オリジナルサウンドトラック （ポニーキャニオン、2018年8月29日）
- フジテレビ系ドラマ「絶対零度～未然犯罪潜入捜査～」オリジナルサウンドトラック2 （ポニーキャニオン、2020年2月26日）

### ノベライズ本
- 絶対零度〜未解決事件特命捜査〜Season1（扶桑社、2011年7月5日、ISBN 978-4-594-06448-8）
- 絶対零度〜未解決事件特命捜査〜Special（扶桑社、2011年7月5日、ISBN 978-4-594-06449-5）
- 絶対零度〜特殊犯罪潜入捜査〜Season2（扶桑社、2011年9月17日、ISBN 978-4-594-06489-1）
- 絶対零度-未然犯罪潜入捜査- 上（扶桑社、2018年8月9日、ISBN 978-4-594-08027-3）
- 絶対零度-未然犯罪潜入捜査- 下（扶桑社、2018年9月22日、ISBN 978-4-594-08047-1）
- 絶対零度-未然犯罪潜入捜査2020- 上（扶桑社、2020年2月12日、ISBN 978-4-594-08424-0）
- 絶対零度-未然犯罪潜入捜査2020-下（扶桑社、2020年3月26日、ISBN 978-4-594-08440-0）